# Géographie de la Guadeloupe

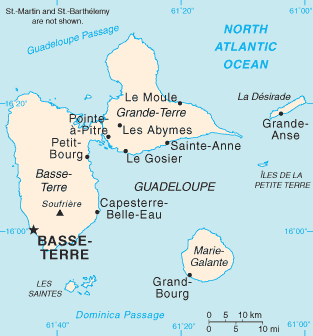
Carte de la Guadeloupe et dépendances.

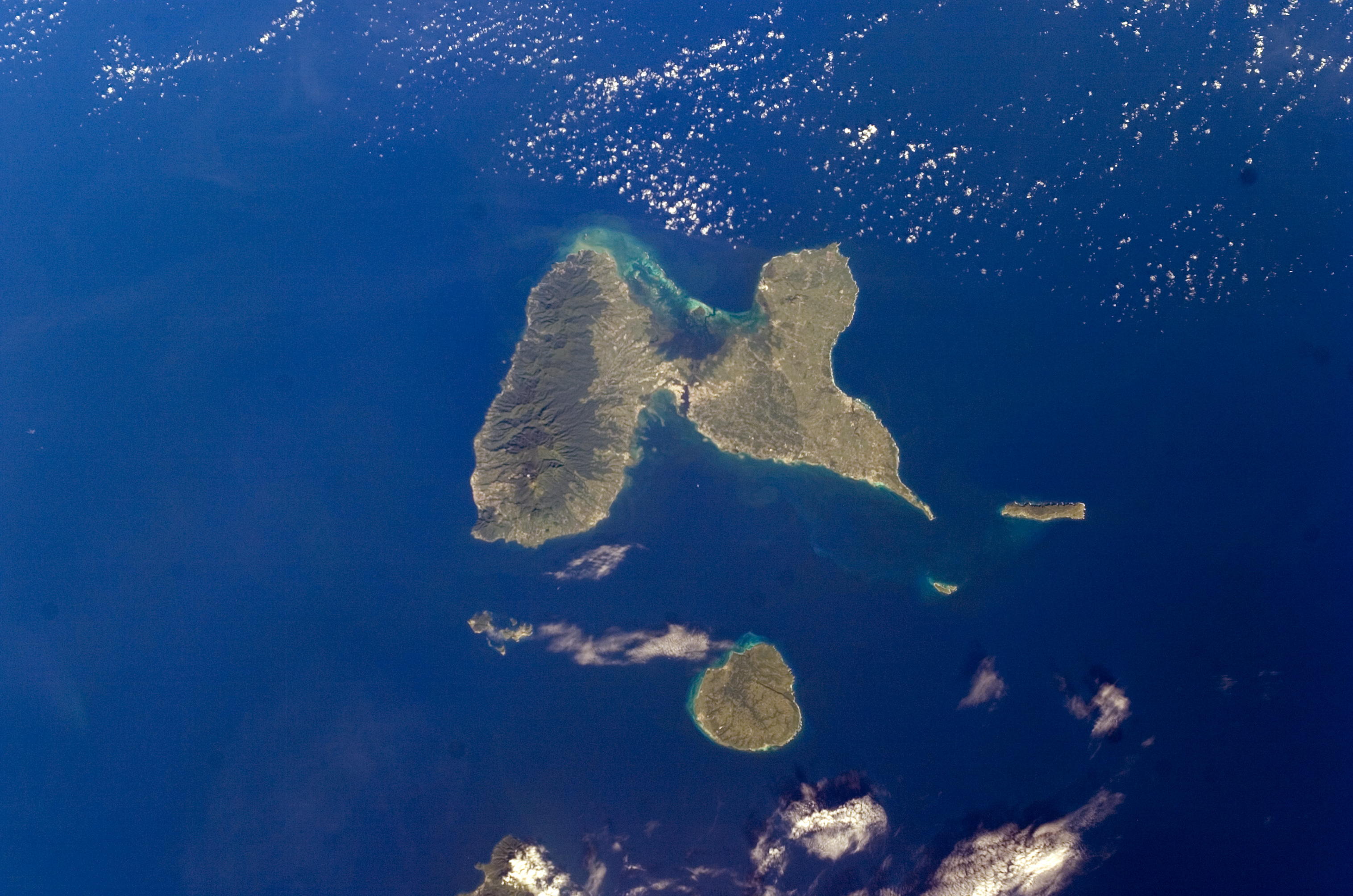
Les îles de Guadeloupe vues depuis la Station spatiale internationale.

La Guadeloupe est un « archipel » composé de deux îles principales accolées (la Basse-Terre et la Grande-Terre). À proximité de la Guadeloupe, les dépendances administratives ou les îles du Sud (Marie-Galante, Les Saintes et La Désirade) se composent de plusieurs îles françaises voisines, qui diffèrent totalement de la Guadeloupe par leurs singularités tant sur le plan culturel, le patrimoine, l'histoire et le mode de vie. Elles sont des territoires et destinations à part entière et n'ont pour point commun avec la Guadeloupe que l'administration. La gouvernance française a choisi d'associer ces territoires à la Guadeloupe, tout comme Saint-Martin et Saint-Barthélemy (les îles du Nord) avant 2007, par simplification administrative pour n'en faire qu'un département et éviter le pluralisme statutaire. Le terme de « dépendance » prend donc ainsi tout son sens.
Très récemment est apparue l'expression « archipel de la Guadeloupe ou îles de Guadeloupe » dans l'essor du tourisme, mais officiellement la Guadeloupe n'est pas reconnue comme étant un archipel au sens géographique du terme. On parle dès lors toujours de « Guadeloupe et dépendances » (tout comme elle-même fut une dépendance de la Martinique).

## Localisation
Les Îles de Guadeloupe constituent un territoire situé dans l'hémisphère nord entre le tropique du Cancer et l'équateur, et positionnée à 16° 15' de latitude nord ; soit la même latitude que la Thaïlande ou le Honduras, et à 61° 35' de longitude ouest, à peu près celle du Labrador et des îles Malouines. L'archipel se trouve à cheval entre l'océan Atlantique qui s'étend à l'est et la mer des Caraïbes qui s'étend à l'ouest.

La Guadeloupe au sein du continent américain.
La Guadeloupe et de la France métropolitaine.
La Guadeloupe dans la Caraïbe.
La Guadeloupe dans les Petites Antilles.
La Guadeloupe et ses dépendances.

Cette localisation place la Guadeloupe à 6 700 km à l’ouest -sud- ouest de la France métropolitaine, à 2 200 km au sud-est de la Floride, à 600 km au nord-est des côtes de l'Amérique du Sud, et plus précisément en plein cœur de l'arc des petites Antilles.
| Amérique du Nord, à 2 190 km Miami, à 2 200 km    | Saint-Martin, à 230 km Saint-Barth, à 200 km Antigua, à 92 km | Europe, à 5 600 km Paris, à 6 732 km    |
| Amérique centrale, à 1 900 km Managua, à 2 700 km | Guadeloupe                                                    | Afrique, à 4 685 km Dakar, à 4 715 km   |
| Amérique du Sud, à 580 km Caracas, à 2 176 km     | Dominique (pays), à 88 km Martinique, à 160 km                | Guyane, à 1 590 km Brasilia, à 3 850 km |

## Frontières et espaces maritimes

### Frontières maritimes

Carte des frontières maritimes dans la mer des Caraïbes.

Le territoire guadeloupéen partage des frontières maritimes avec le territoire britannique d'outre-mer de Montserrat, l'état d'Antigua-et-Barbuda, l'état de la Dominique, l'état de la Barbade et, par sa proximité avec l'île de Aves, avec le Venezuela.

### Espaces maritimes
L'espace maritime guadeloupéen se compose des éléments suivants : Zone de pêche côtière 2 150 km2 ; Eaux intérieures : 2 881 km2 ; Mer territoriale : 6 653 km2 ; Zone économique exclusive : 90 570 km2. La Guadeloupe compte 405 km de trait de côte.

### Détroits
Les canaux maritimes séparant le groupe des deux îles principales (Basse-Terre et Grande-Terre) des îles voisines sont :
- le canal de Guadeloupe, large de 55 km entre Basse-Terre et Montserrat ;
- le canal des Saintes, 10,5 km entre Basse-Terre et Terre-de-Bas ;
- le canal de Marie-Galante, 26,5 km entre Grande-Terre et Marie-Galante ;
- le canal de la Dominique, 25 km entre Terre-de-Haut et la Dominique ;
- le canal de La Désirade, 9, 5 km entre La Désirade et Grande-Terre.

## Géologie

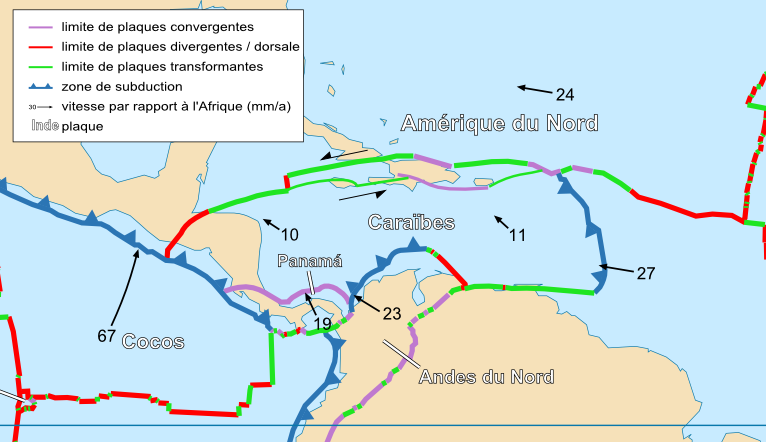
La Guadeloupe est positionnée à cheval sur la zone de subduction (ligne bleue) entre la plaque américaine et la plaque caraïbe.

La Guadeloupe se situe sur le bord oriental de la plaque caraïbe et précisément dans une zone de subduction où la plaque américaine (à l'est) glisse et plonge sous la plaque caraïbe (à l'ouest). L'île de Basse-Terre et les Îles des Saintes (à l'ouest) sont situées sur l'arc interne de l'arc des Petites Antilles correspondant à la récente ligne volcanique (-7 millions d'années). L'île de Grande-Terre et celle de Marie-Galante (à l'est) sont situées sur l'arc externe de l'arc des Petites Antilles correspondant à l'ancienne ligne volcanique (-40 millions d'années),,. Marie-Galante, la Désirade et les îles de Petite-Terre sont des atolls surélevés.

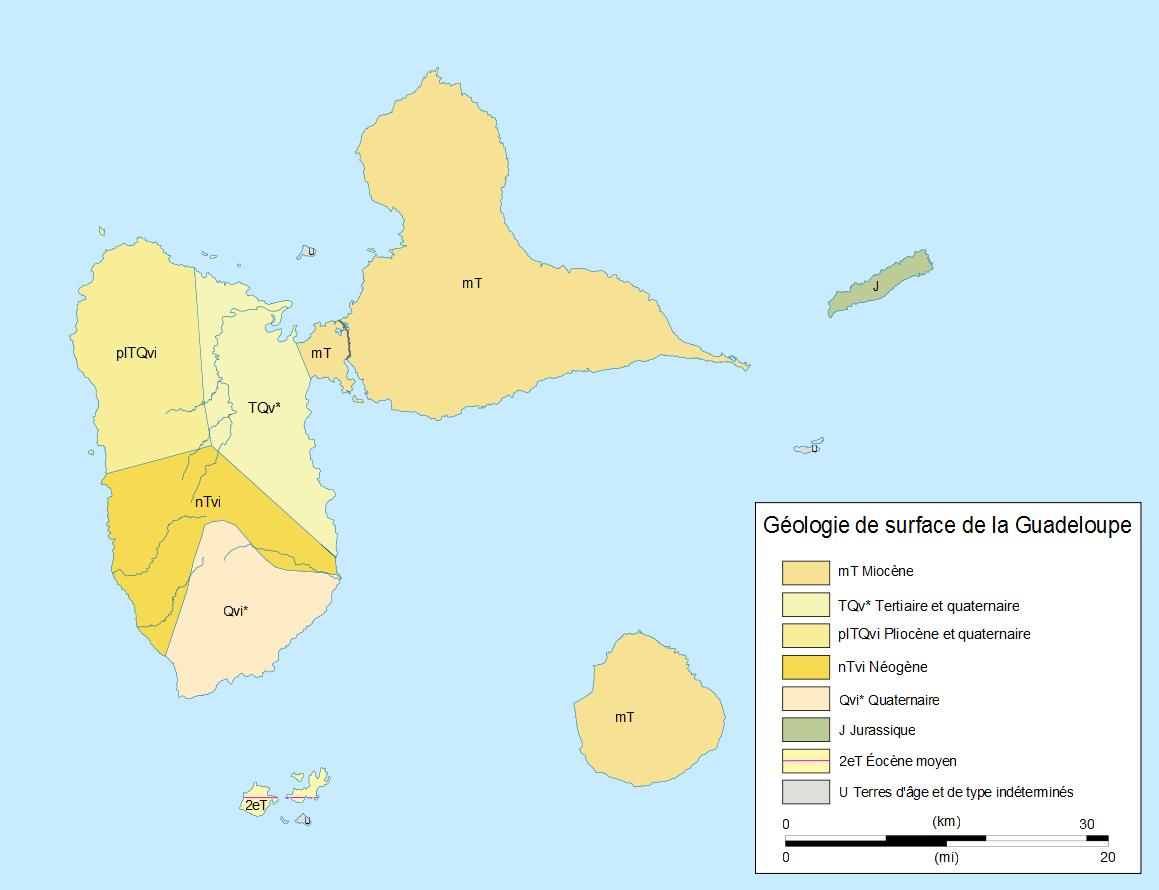
Carte de la géologie de surface de la Guadeloupe.

### Îles volcaniques
Basse-Terre a commencé sa formation il y a environ 3 million d’années, à l'extrémité du nord de l'île. Puis, durant une période s'échelonnant entre 600 000 et 250 000 ans, trois complexes volcaniques (chaîne Axiale, chaîne de Bouillante et monts Caraïbes) se sont activés au sud de l'île. S'agissant du système de la Grande Découverte-Soufrière, sa formation a débuté il y a environ 445 000 ans. Et le volcan de la Soufrière est le seul volcan actif de Guadeloupe, puisque ses dernières éruptions remontent à moins de 10 000 ans.

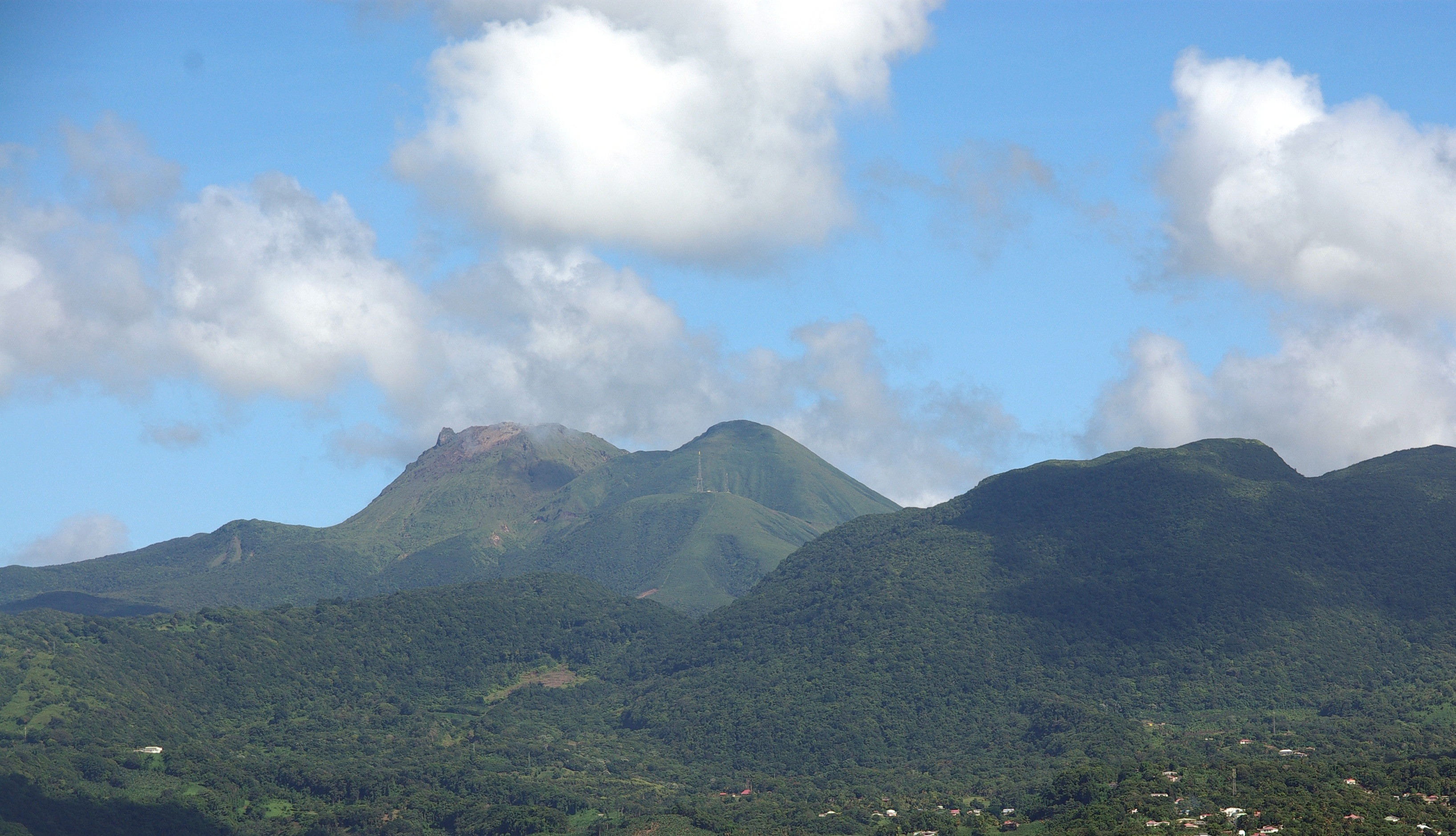
Massif volcanique Basse-Terre.
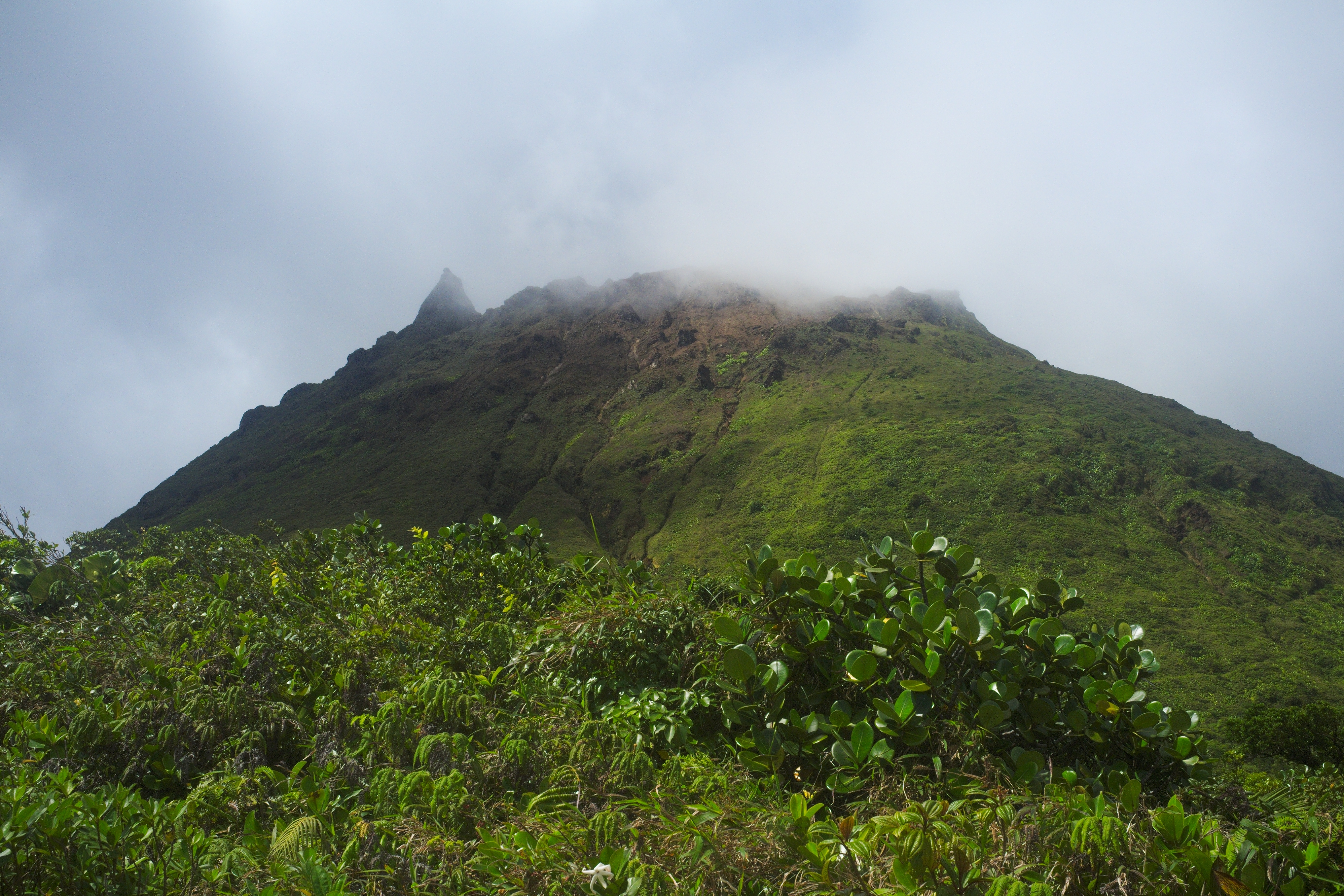
Sommet de la Soufrière.
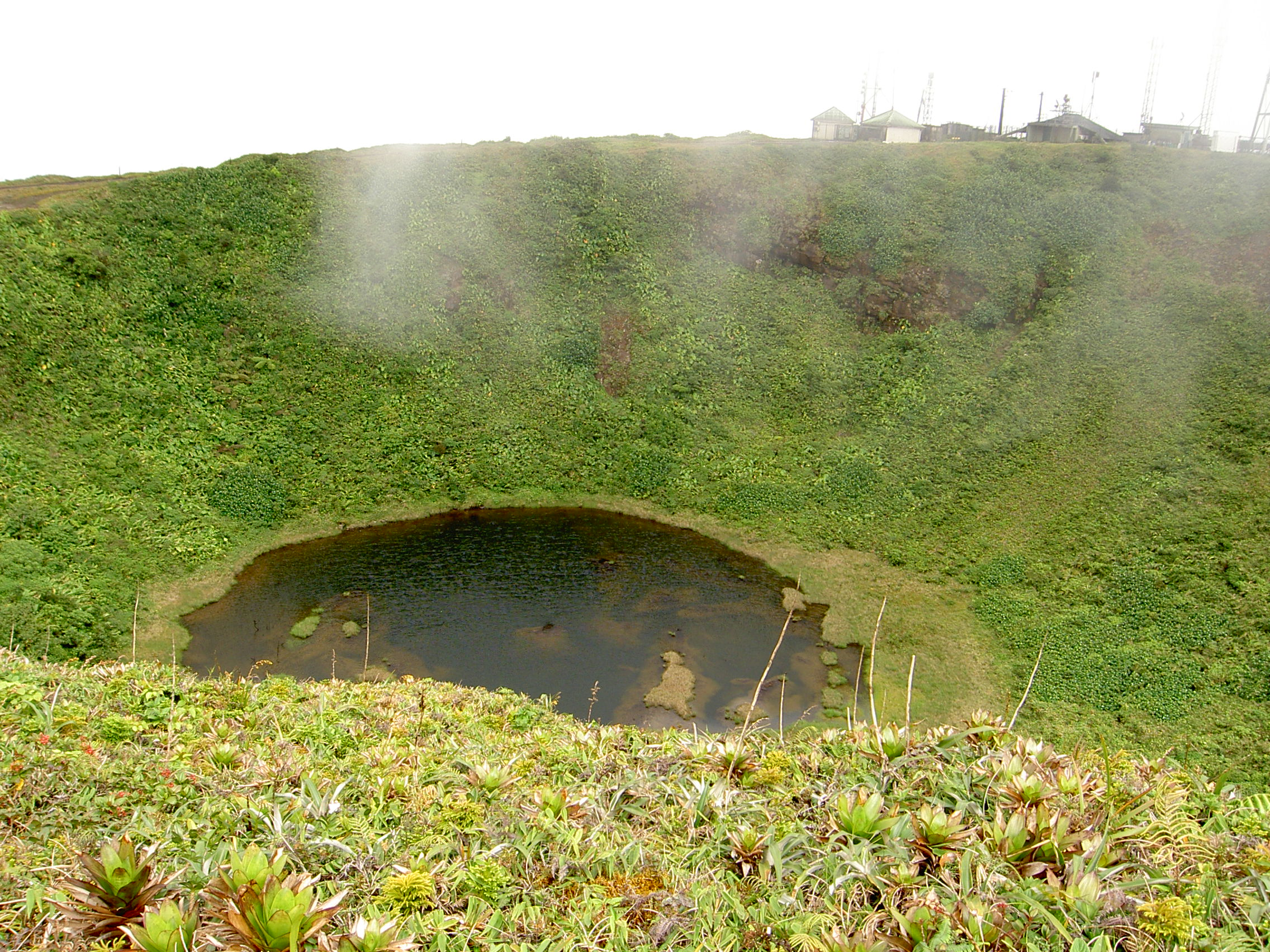
Lac Flammarion dans le cratère de la Citerne.

Les îles des Saintes, chapelet d'îles volcaniques entièrement encerclées par des récifs peu profonds, sont issues de la ceinture volcanique récente datant du Pliocène que forme l'arc interne des Petites Antilles. L'île de Terre-de-Haut s'est majoritairement développée durant la période s'étalant de -5,3 à -2,8 millions d'années tandis que celle de Terre-de-Bas, plus ancienne, remonte à -6,2 Ma. Plus largement, la formation de l'archipel s'échelonne de - 4,7 millions d'années (époque du Tertiaire) jusqu'à -0,6 million d'années, correspondant à sa phase terminale.

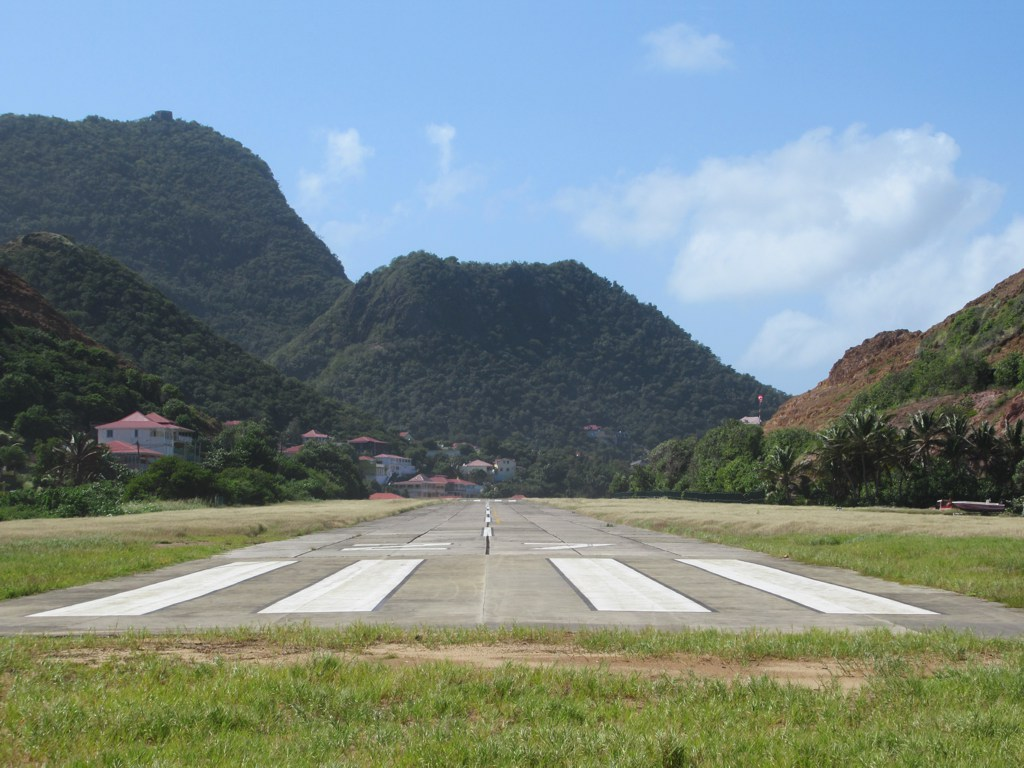
Reliefs d'origine volcanique à Terre-de-Haut, vus depuis l'aérodrome.
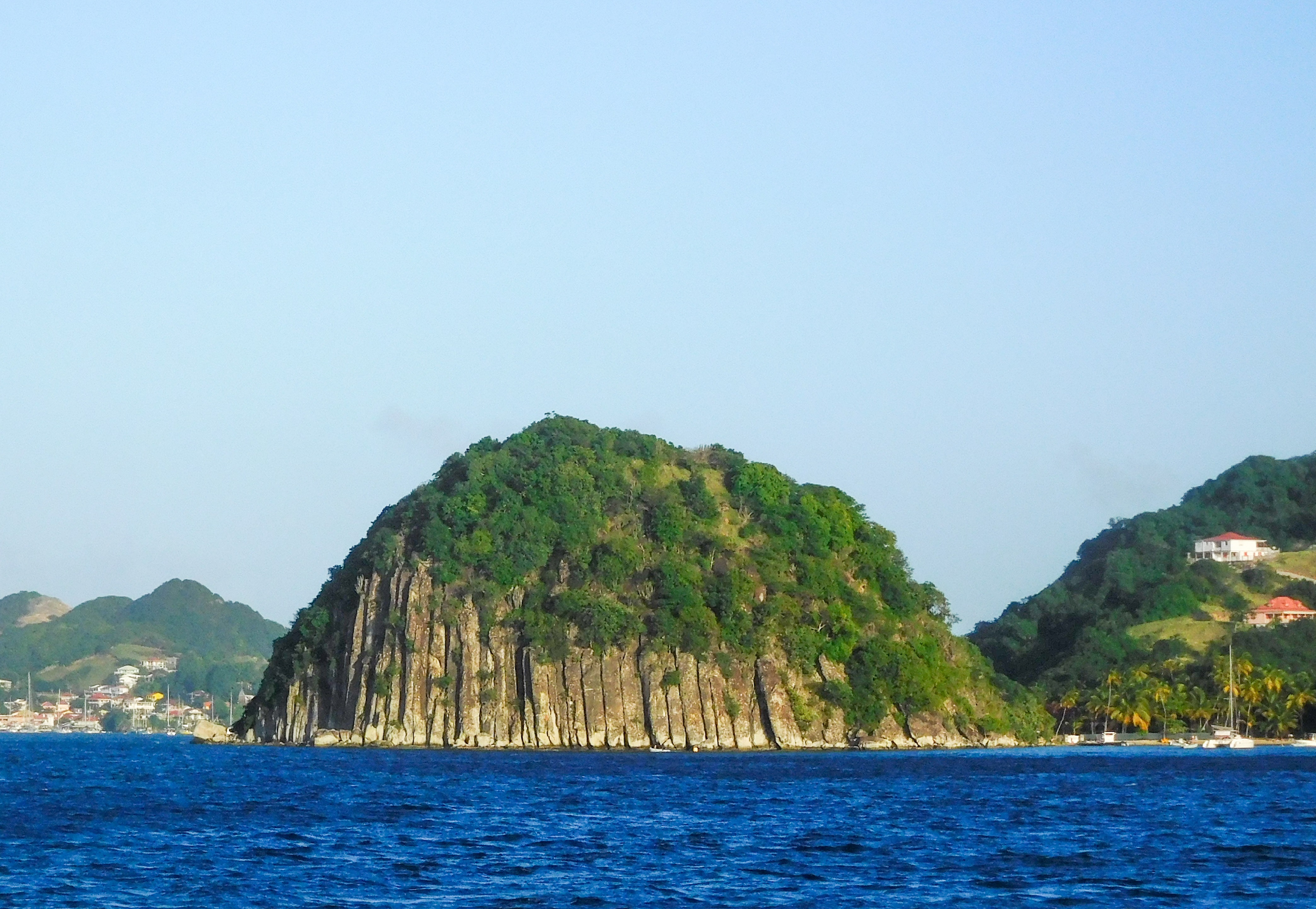
Pain de Sucre aux Saintes (formation volcanique de type orgue basaltique).

### Îles coralliennes
Grande-Terre, dont la formation a débuté il y a 5 millions d'années et s'est terminée il y a environ 400.000 ans, est composée de roches calcaires sédimentaires.

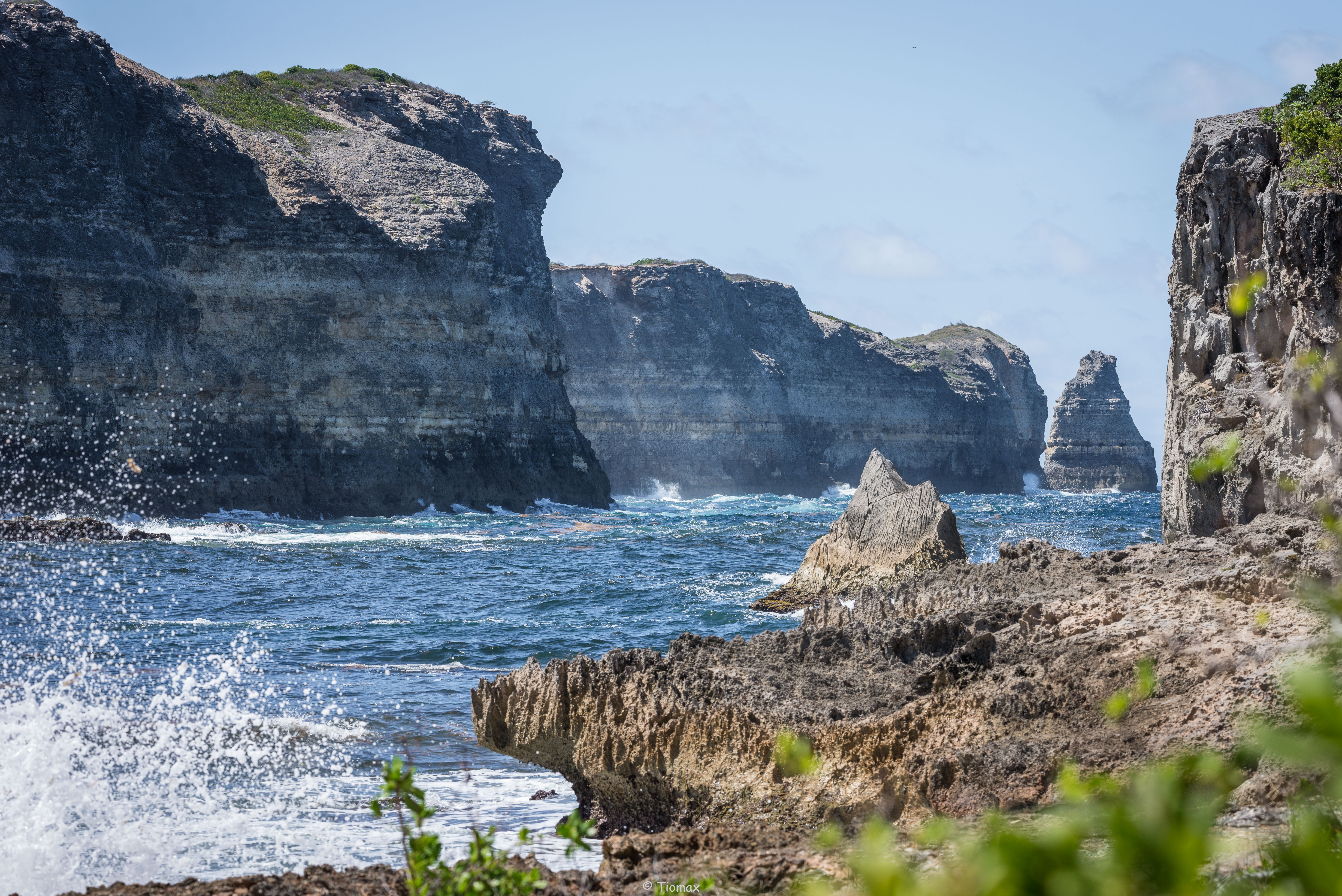
Falaises calcaires à Anse-Bertrand.
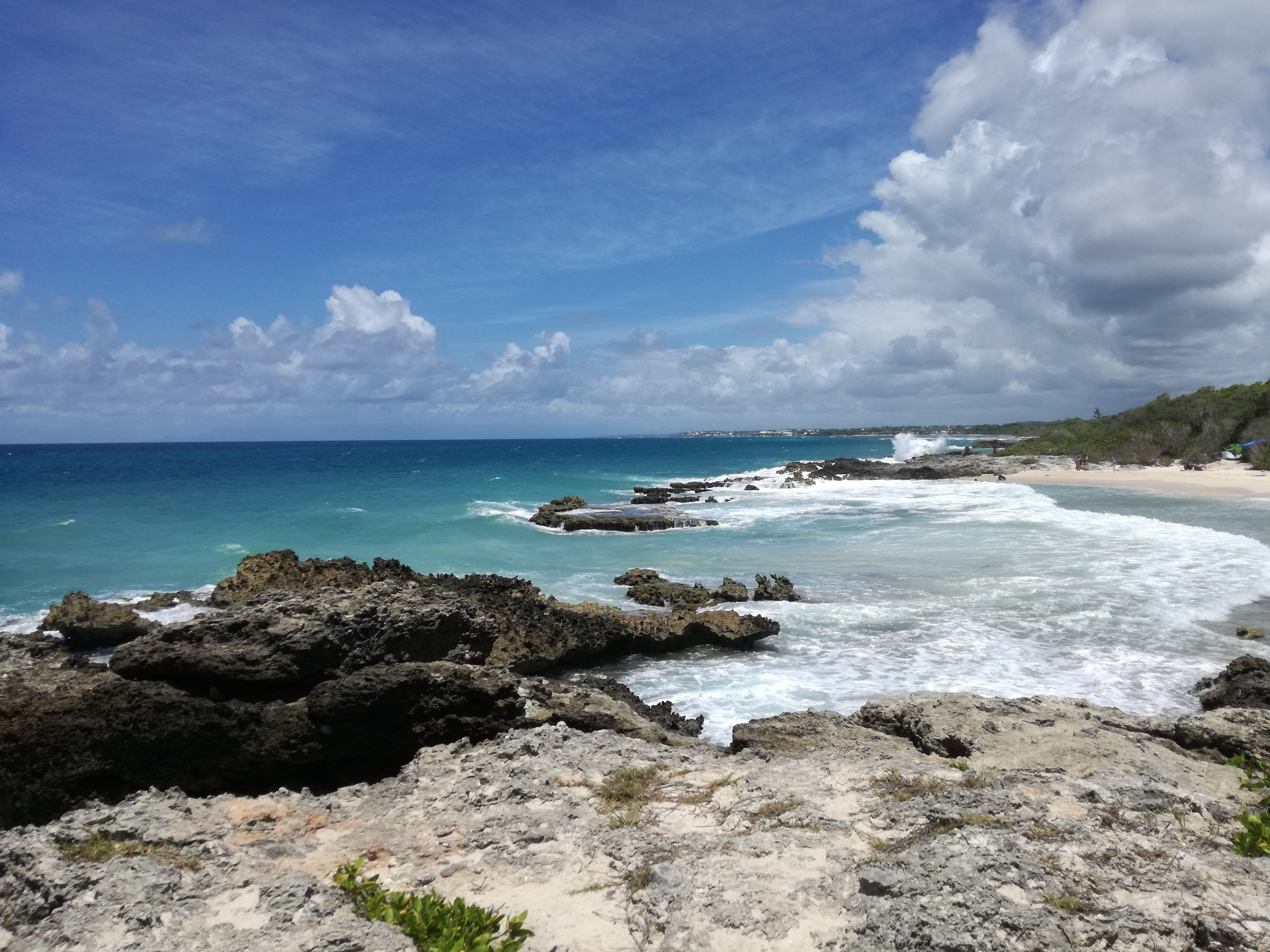
Formation corallienne sur un rivage de Saint-François.
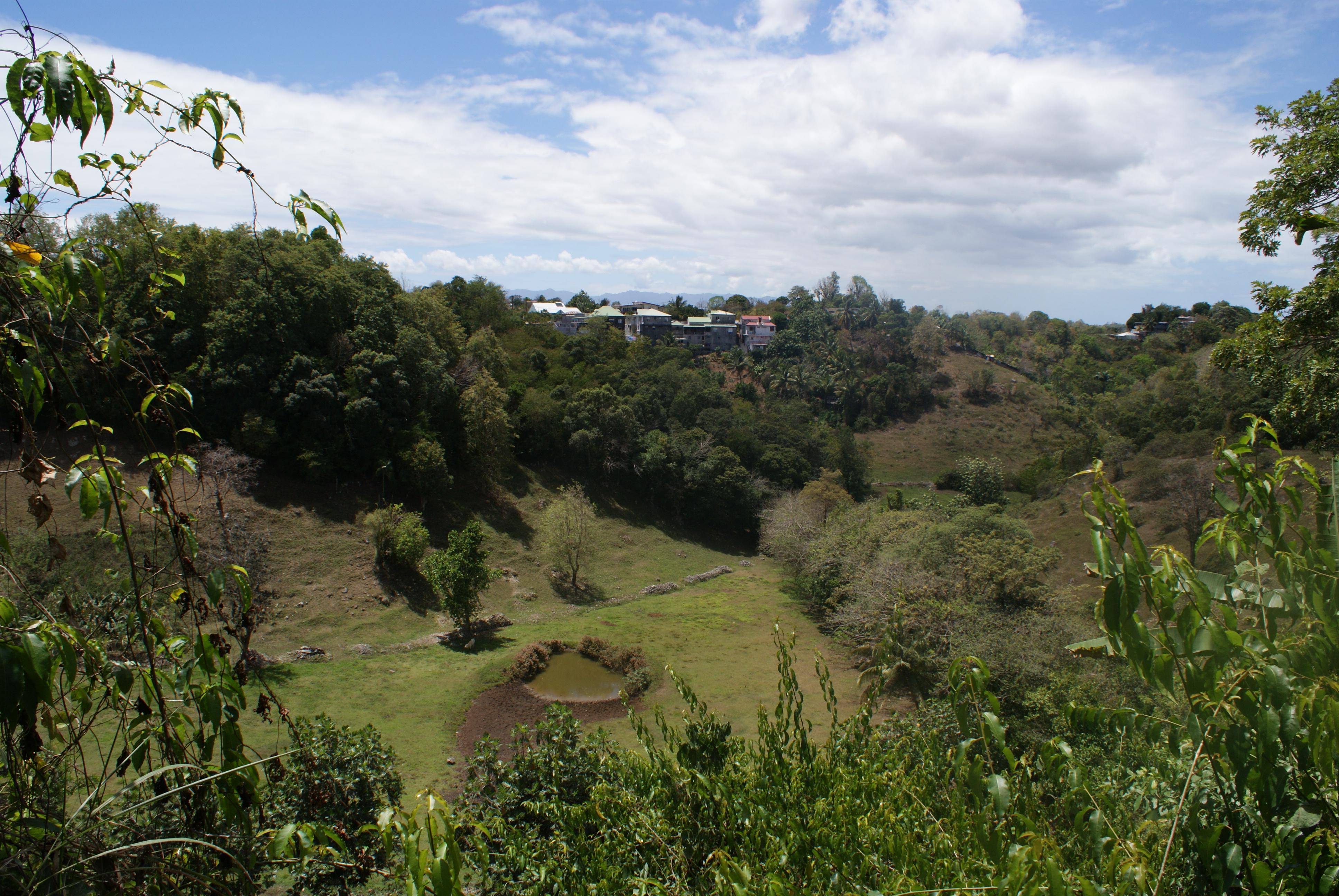
Les Grands Fonds : plateau karstique témoignant des restes d'un atoll surélevé.

Marie-Galante est constitué d'un atoll surélevé, reposant sur un substrat calcaire vallonné. Une faille appelée « la Barre » sépare le quart nord du reste de l'île.

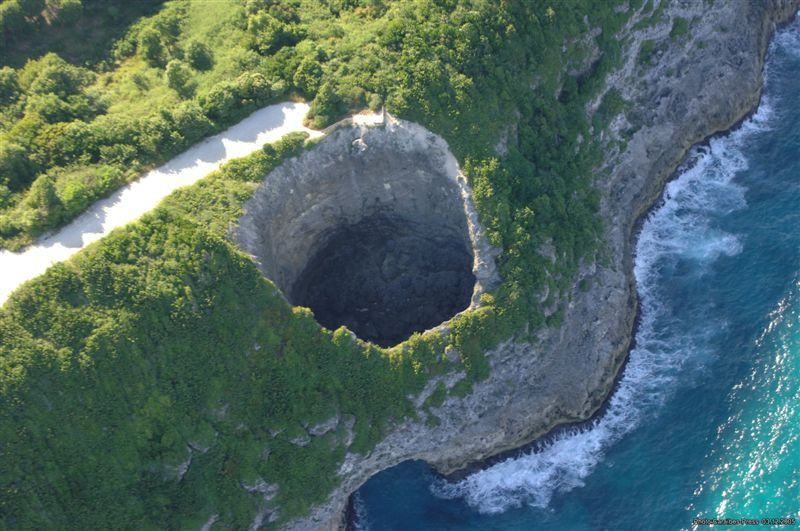
Gueule Grand Gouffre, dans le plateau calcaire situé au nord de Marie-Galante.
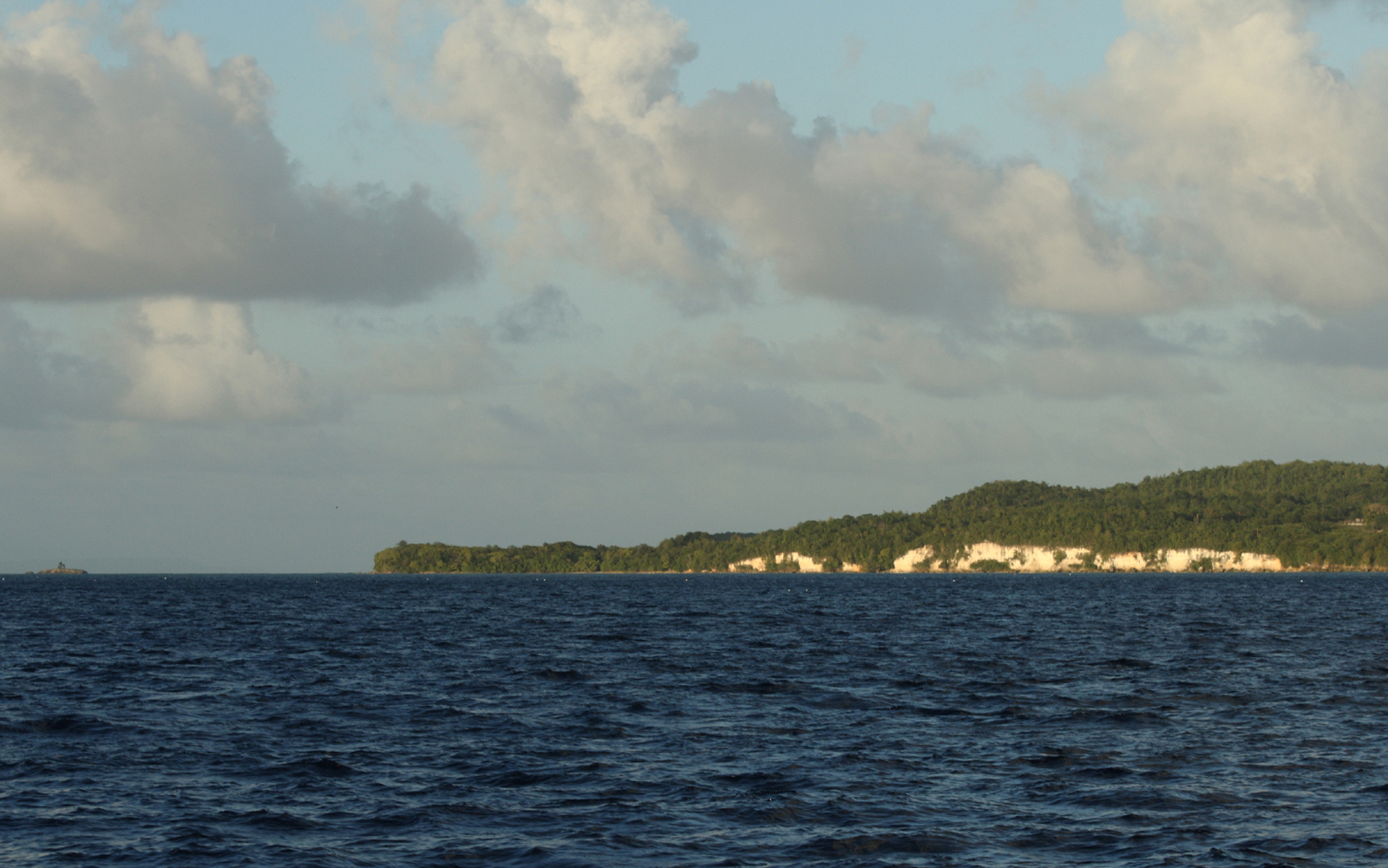
Falaise calcaire à Marie-Galante.

### La Désirade d'époque jurassique
La Désirade, quant à elle, se compose d'un socle magmatique sur lequel repose une table calcaire datant des Jurassique supérieur (153 - 145 Ma) et Crétacé (145-66 Ma) et dont l'ancienneté des roches n'est retrouvée nulle part ailleurs dans les Petites Antilles. En effet, l'île présente la particularité (unique dans l'archipel antillais) d'être ni située sur l'arc interne, ni sur l'arc externe des Petites Antilles, et de représenter un vestige de plus anciennes activités tectoniques dans la région.
En conséquence, deux propositions à l'évolution tectonique de La Désirade suggèrent que :
- La Désirade s'est formée à l'est de l'océan Pacifique et a transité (d'ouest en est) par le détroit situé entre les continents nord-américain et sud-américain jusqu'au lieu où elle se situe actuellement, à une époque durant laquelle l'isthme de Panama n'existait pas encore.
- La Désirade s'est formée au lieu où se trouve aujourd'hui l'isthme de Panama pour ensuite dériver (d'ouest en est) vers son lieu actuel, toujours à une période où les continents nord-américain et sud-américain n'étaient pas unifiés[14].

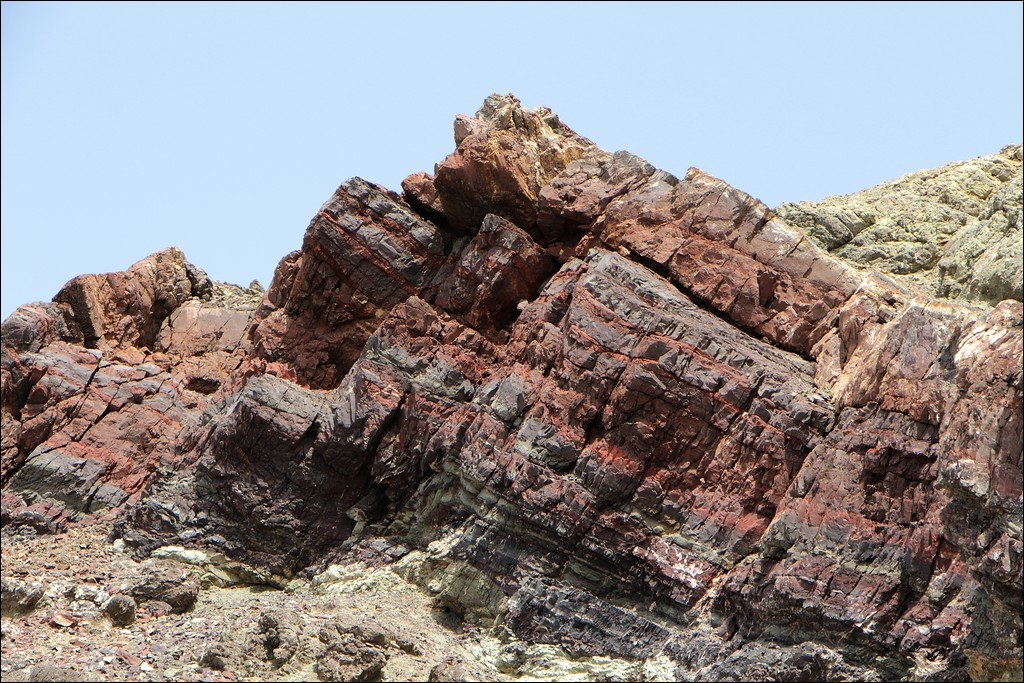
Sol composé de radiolites, île de La Désirade.
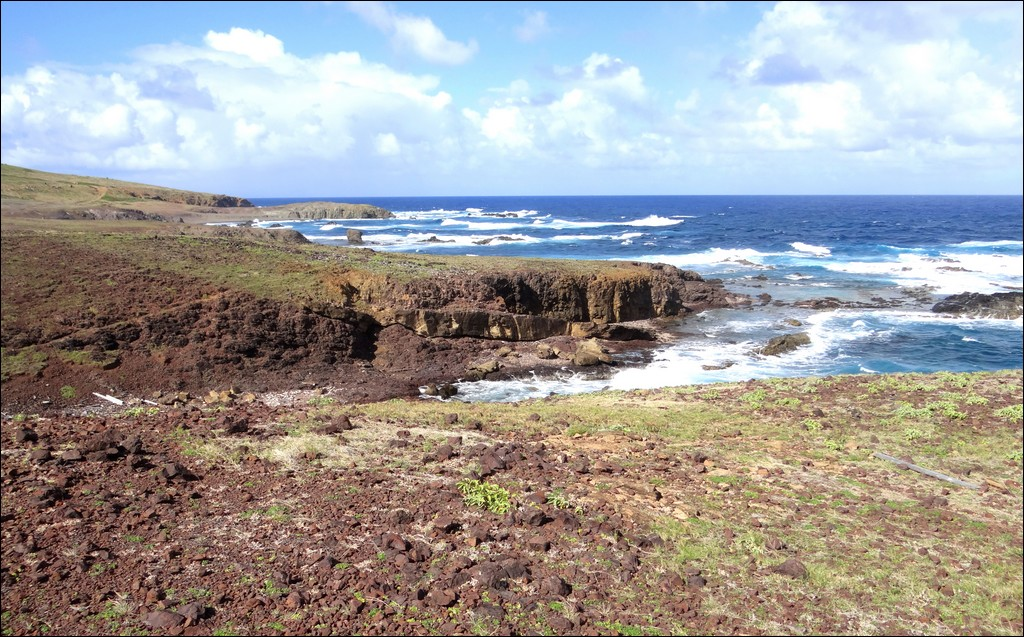
Réserve géologique de La Désirade.

## Topographie
La Guadeloupe et ses dépendances s'étendent sur 1 628 km2. D'une superficie de 1 434 km2, la Guadeloupe stricto sensu est composée de deux îles distinctes, qui sont séparées par un bras de mer n'excédant pas 200 mètres de large, appelé la Rivière Salée.

### Guadeloupe «continentale»

#### Basse-Terre

Carte de Basse-Terre.

La Basse-Terre à l'ouest, 848 km2 (massif ovale de 45 km sur 20), montagneuse et recouverte d'une forêt tropicale très dense du nord au sud, où abondent de nombreuses rivières et cascades, est d'origine volcanique comme certaines îles voisines (Dominique, Montserrat, Sainte-Lucie). Le plus haut sommet est le volcan en activité de la Soufrière culminant à 1 467 mètres, soit la plus haute altitude des Petites Antilles. Comme dans la plupart des îles volcaniques, on y trouve aussi de nombreuses plages de sable noir et de sable roux.

#### Grande-Terre

Carte de Grande-Terre.

La Grande-Terre à l'est, 586 km2 (triangle d'environ 40 km de côté), dont le substrat est calcaire (comme les îles d'Antigua, de Barbade), se compose d'une plaine bordée d'une mangrove au sud-ouest, d’une succession irrégulière de mornes appelée les Grands Fonds au centre et d’un plateau aride dentelé de côtes rocheuses et sauvages au nord. C'est sur le littoral sud de la Grande-Terre, parsemé de plages de sable blanc à l'abri des récifs coralliens que se concentrent les grandes stations balnéaires; ce littoral est appelé localement la « Riviera ».

#### Détroit de la Rivière Salée

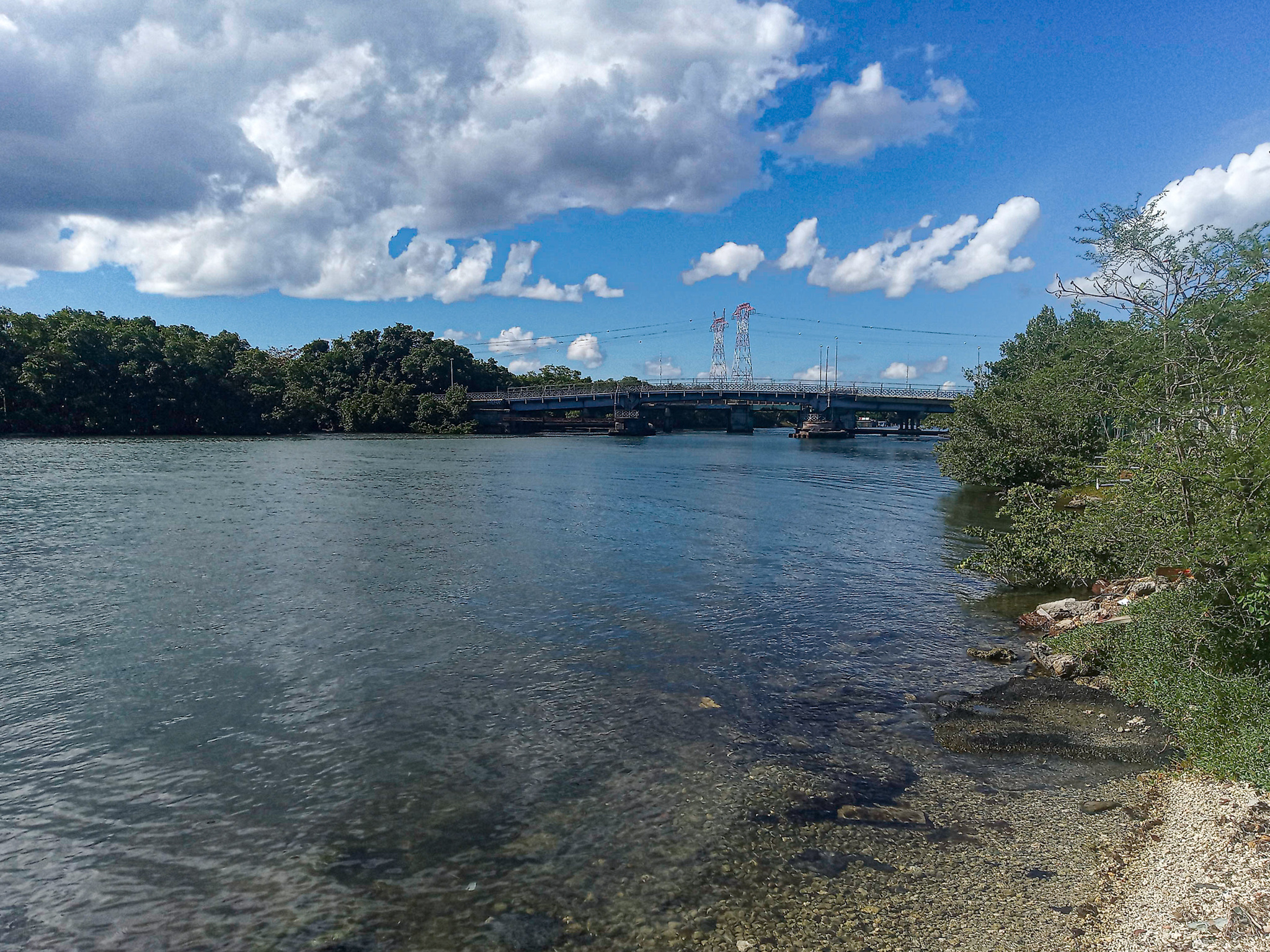
Vue du détroit que constitue la Rivière Salée.

La Rivière Salée, mesurant 5 km de long pour 200 m de large, est un détroit de France situé en Guadeloupe séparant l'île de Basse-Terre à l'ouest de l'île de Grande-Terre et entouré par une mangrove. Ce bras de mer fait communiquer les deux grandes baies de l'archipel : le Grand Cul-de-sac marin au nord et du Petit Cul-de-sac marin au sud.

#### Îles et îlets
Les îles et îlets inclus à la Guadeloupe continentale sont, s'agissant des îlets situés sur la Côte-sous-le-vent : Tête à l'Anglais, îlet à Kahouanne, îlets Pigeon. S'agissant des îlets situés dans le Petit Cul-de-sac Marin : îlet du Gosier, îlet Brument, îlet Boissard, îlet Chasse, îlet Feuille, îlet Fortune, Grand Îlet, îlet Frégate de Haut. S'agissant des îlets situés dans le Grand Cul-de-sac marin : îlet Macou, îlet Duberran, îlet à Christophe, îlet à Colas, îlet à Fajou, îlet Mangue à Laurette, îlet Caret, La Biche, îlet Crabière, îlets de Carénage et îlet Blanc.

### Dépendances

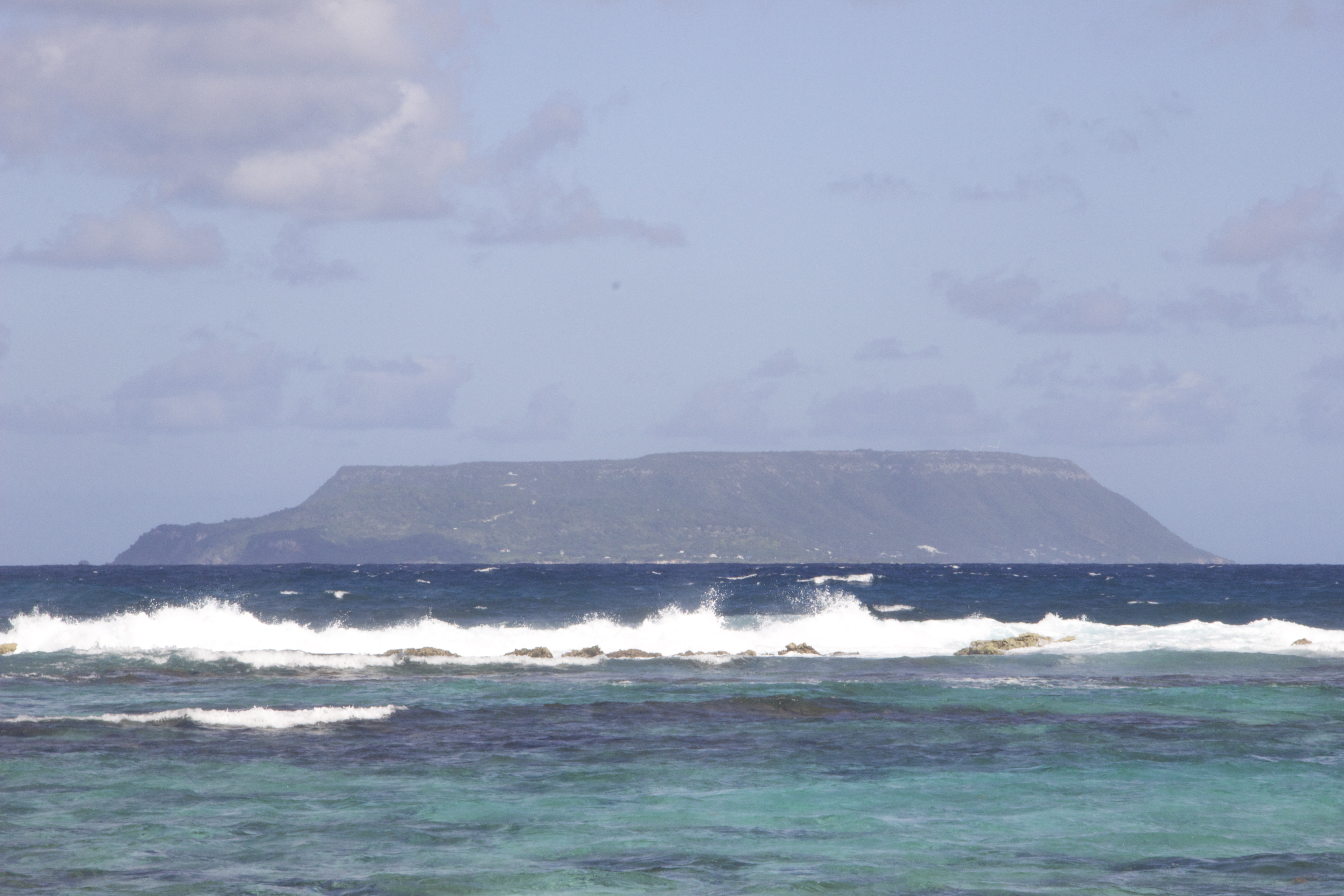
Île de La Désirade.

#### La Désirade
La Désirade, 21 km2, une île calcaire de forme allongée (11 km sur 2 km), qui se présente comme un vaste plateau calcaire incliné vers le nord-ouest. La Grande-Montagne, qui atteint 275 mètres d'altitude, est son point culminant.
Les îles et îlets inclus au territoire désiradien sont compris au sein de l'archipel des îles de la Petite-Terre : Terre-de-Haut, Terre-de-Bas et Baleine du Sud.

#### Marie-Galante

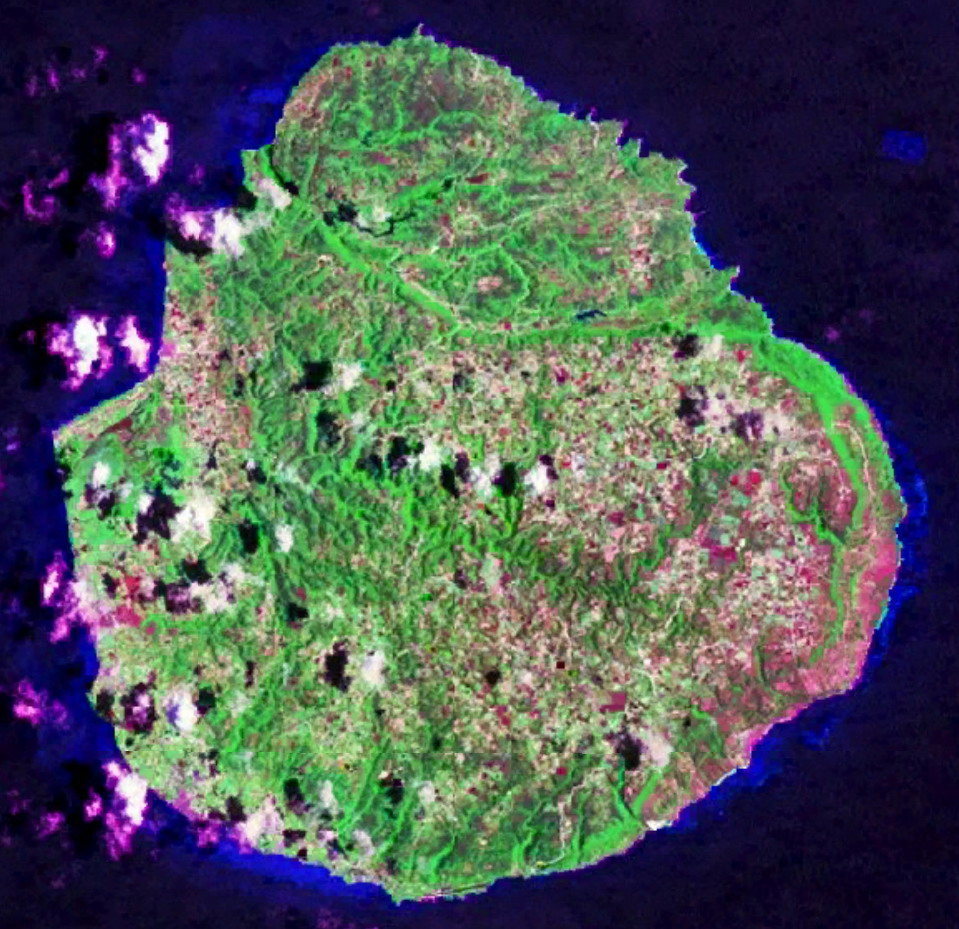
Image satellite de l'île de Marie-Galante.

Marie-Galante, 158 km2, repose sur un substrat calcaire vallonné, arrosé par l'alizé, et qui, en raison de sa forme arrondie (15 km de diamètre), est surnommée « la Grande Galette ». Le morne Constant s'élevant à 204 mètres d'altitude est son point culminant.
L'îlet inclus au territoire marie-galantais est l'îlet de Vieux Fort.

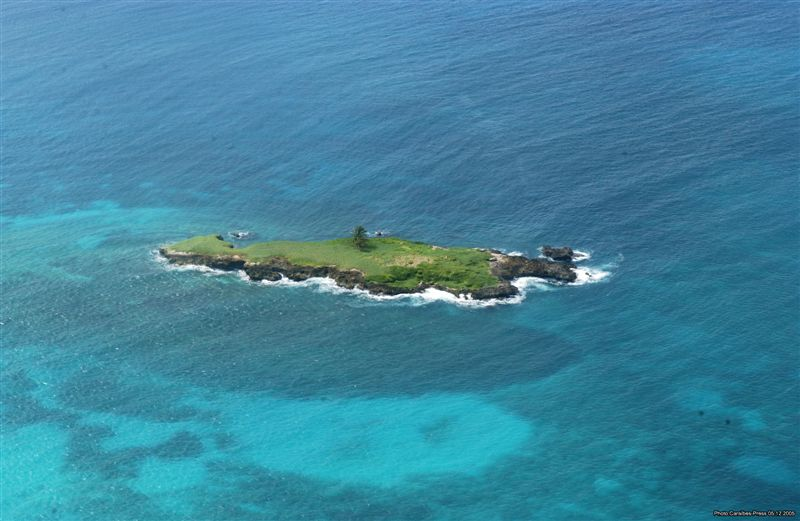
Îlet de Vieux-Fort, au nord de l'île de Marie-Galante.

#### Îles des Saintes

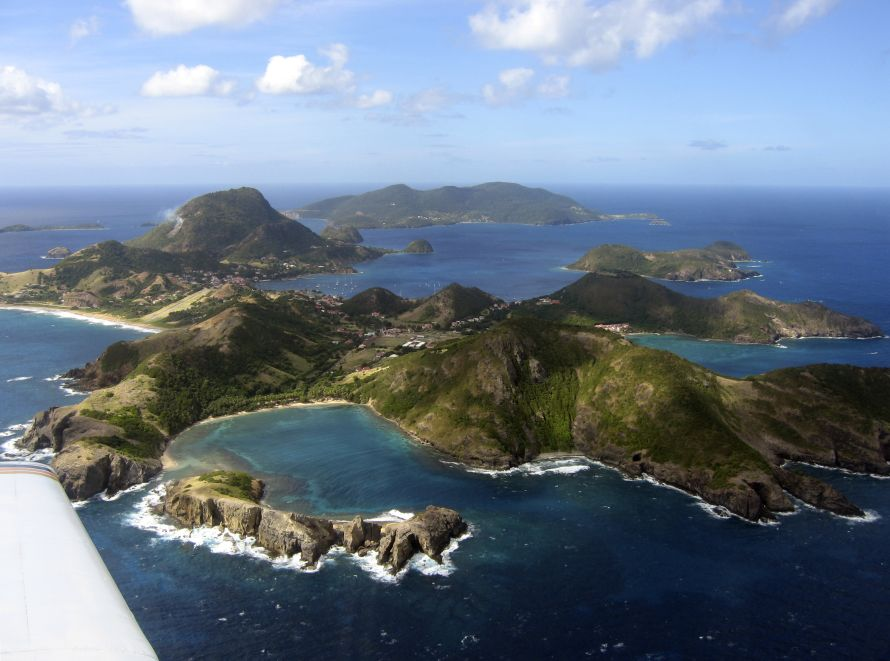
Vue aérienne des îles des Saintes.

Les îles des Saintes, séparées de la « Guadeloupe continentale » par le canal des Saintes, sont constituées de neuf îles et îlets dont deux sont habités : Terre-de-Haut (5 km2) et Terre-de-Bas (8 km2). L'archipel se présente comme un petit chapelet d'îlets arides et escarpés.
Les îles et îlets inclus au territoire saintois sont : Grand-Îlet, les Augustins, îlet à Cabrit, la Coche, le Pâté, la Redonde et Les Roches percées.

### Extrémités géographiques
Les extrémités géographiques de la Guadeloupe sont : au nord, la pointe de la Grande Vigie à Anse-Bertrand ; au sud, la pointe Des Colibris aux îles des Saintes ; à l'est, la pointe Doublée à La Désirade ; à l'ouest, la pointe Ferry à Deshaies.

### Sommets de Guadeloupe
Liste de quelques-uns des sommets de Guadeloupe dépassant 1 000 mètres d'altitude et classés par ordre décroissant.
| Soufrière                 | 1 467 m | Saint-claude,                                  | stratovolcan |
| Morne Carmichaël          | 1 414 m | Saint-Claude, Capesterre-Belle-Eau             | stratovolcan |
| L'Échelle                 | 1 391 m | Capesterre-Belle-Eau, Gourbeyre                | stratovolcan |
| Grand Sans Toucher        | 1 356 m | Baillif, Vieux-Habitants, Capesterre-Belle-Eau |              |
| Petit Sans Toucher        | 1 314 m | Vieux-Habitants, Capesterre-Belle-Eau          |              |
| Matéliane                 | 1 297 m | Vieux-Habitants, Goyave, Capesterre-Belle-Eau  |              |
| Morne du Col              | 1 281 m | Saint-Claude, Capesterre-Belle-Eau             |              |
| Grande Découverte         | 1 260 m | Saint-Claude, Capesterre-Belle-Eau             | stratovolcan |
| La Citerne                | 1 155 m | Gourbeyre                                      | stratovolcan |
| Montagne de la Capesterre | 1 135 m | Capesterre-Belle-Eau                           |              |
| Morne Moustique           | 1 119 m | Vieux-Habitants, Petit-Bourg                   |              |
| Morne Incapable           | 1 094 m | Vieux-Habitants, Petit-Bourg                   |              |
| Pitons de Bouillante      | 1 088 m | Bouillante, Vieux-Habitants, Petit-Bourg       |              |

## Hydrographie de la Guadeloupe

### Répartition
La majorité des cours d'eau se situe sur l'île de Basse-Terre. Tandis que l'île de Grande-Terre, du fait de son relief, ne possède pas de longs cours d'eau mais seulement deux courtes rivières que sont la rivière de l'Anse à la Barque, à Sainte-Anne, et la rivière d'Audoin au Moule. Et qui forment en réalité des échancrures d'érosion ancienne dans la côte et des estuaires avec les ravines environnantes ; auxquelles il faut ajouter l'importante ravine Gaschet au régime cependant très intermittent mais qui alimente le lac de Gaschet, un lac de retenue artificiel créé en 1990 sur son cours.

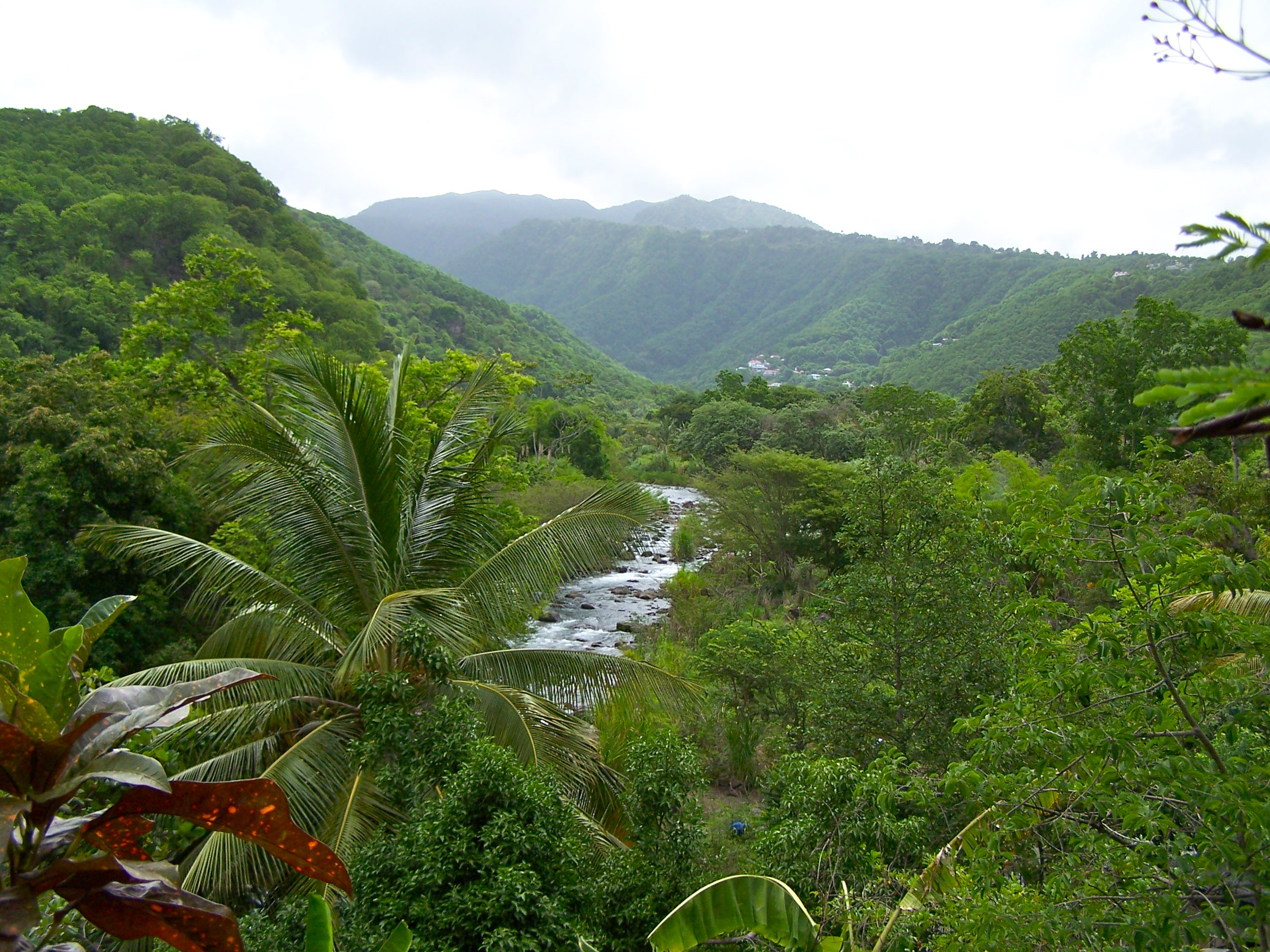
La Grande Rivière des Vieux-Habitants.

L'île de Marie-Galante est en revanche traversée par deux réels cours d'eau se jetant dans l'océan Atlantique sur la côte ouest : la rivière de Saint-Louis séparant, d'est en ouest, l'île en son milieu et la rivière du Vieux-Fort située plus au nord et plus courte. La Désirade et les îles des Saintes sont quant à elles dépourvues de tout cours d'eau.

### Cours d'eau notables
Liste des fleuves — et des principales rivières — de la Guadeloupe de plus de 5 km de longueur, ordonnée par longueur décroissante.
| Cours d'eau                           | Longueur (km) |
| ------------------------------------- | ------------- |
| Grande Rivière à Goyaves              | 38,7          |
| La Lézarde                            | 24,8          |
| Grande Rivière des Vieux-Habitants    | 18,9          |
| Rivière Moustique (Sainte-Rose)       | 18,1          |
| Grande Rivière de la Capesterre       | 18,0          |
| Rivière Moustique (Petit-Bourg)       | 17,4          |
| Rivière de Saint-Louis                | 17,3          |
| Ravine Bacadore                       | 15,9          |
| Rivière la Rose                       | 15,3          |
| Petite Rivière à Goyave               | 14,9          |
| Rivière Bras-David                    | 13,8          |
| Rivière du Grand Carbet               | 13,5          |
| Rivière Mahault                       | 13,5          |
| Rivière du Pérou                      | 12,9          |
| Rivière de la Ramée                   | 12,6          |
| Rivière Houaromand                    | 12,1          |
| Le Galion                             | 11,8          |
| Rivière de Nogent                     | 11,8          |
| Rivière Corossol                      | 11,4          |
| Rivière d'Audoin                      | 11,4          |
| Rivière du Vieux-Fort (Marie-Galante) | 11,2          |
| Rivière de Sainte-Marie               | 11,1          |
| Rivière Salée (Sainte-Rose)           | 10,4          |
| Rivière Moreau                        | 10,0          |
| Rivière des Pères                     | 9,9           |
| Rivière la Palmiste                   | 9,9           |
| Rivière de Beaugendre                 | 9,7           |
| Rivière du Petit Carbet               | 9,0           |
| Rivière Grande Anse                   | 8,9           |
| Rivière du Plessis                    | 8,8           |
| Rivière du Lamentin                   | 8,6           |
| Ravine Gardel                         | 8,4           |
| Rivière Lostau                        | 8,1           |
| Rivière la Sarcelle                   | 8,1           |
| Rivière Grande Plaine                 | 8,0           |
| Rivière du Baillif                    | 7,8           |
| Rivière Petite Plaine                 | 7,5           |
| Rivière du Trou au Chien              | 7,4           |
| Rivière du Bananier                   | 7,3           |
| Rivière Saint-Denis                   | 7,2           |
| Rivière Bourceau                      | 6,9           |
| Rivière du Coin                       | 6,9           |
| Rivière de Baille-Argent              | 6,7           |
| Rivière du Vieux-Fort                 | 6,7           |
| Rivière aux Herbes                    | 6,3           |
| Rivière Ferry                         | 5,5           |
| Rivière Madame                        | 5,3           |
| Rivière Sens                          | 5,1           |

### Plans d'eau

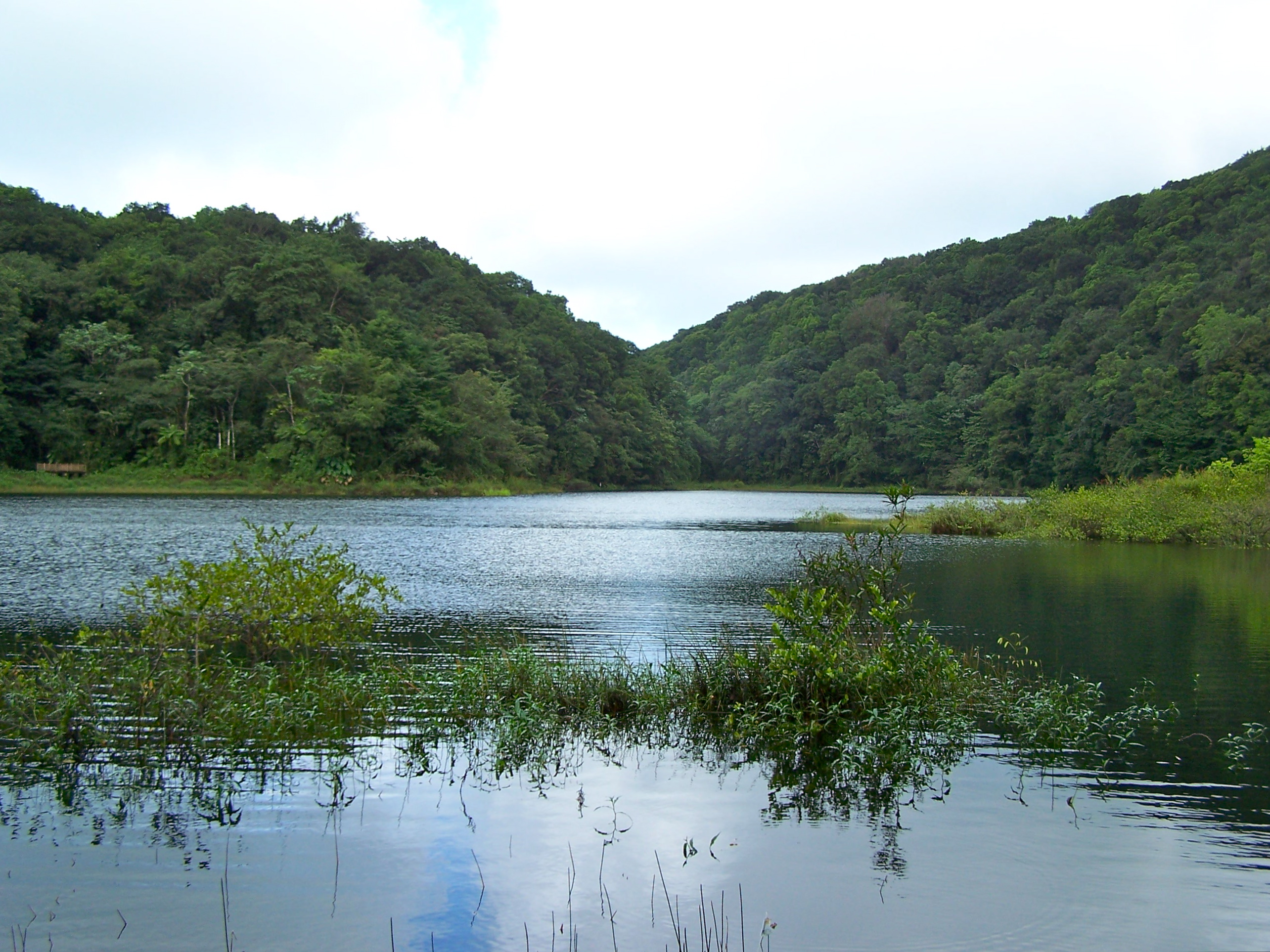
Le Grand-Étang à Capesterre-Belle-Eau, en Guadeloupe.

Différents plans d'eau naturels ou artificiels parsèment l'archipel de la Guadeloupe, principalement au sud de Basse-Terre. Sur les pentes du volcan de la Soufrière se trouvent différents étangs naturels dont Grand Étang (qui avec 10 hectares dans son extension maximale est le plus grand plan d'eau naturel des Petites Antilles), l'étang Zombis, l'étang Madère, l'étang Roche, l'étang Jonc, l'étang As de Pique ainsi qu'un lac de cratère d'origine volcanique, le lac Flammarion.
Mais la plus grande d'entre elles est la retenue artificielle du lac de Gaschet, d'une superficie d'environ 100 ha, créé au début des années 1990 sur le cours de la ravine Gaschet, pour réguler les problèmes récurrents d'alimentation en eau pour les cultures au centre de la Grande-Terre sur les communes de Port-Louis et de Petit-Canal. À Basse-Terre, deux retenues d'eau artificielles, d'environ 10 ha chacune, ont été créées durant la période 2007-2017 avec le barrage de Dumanoir (en 2010 à Capesterre-Belle-Eau d'une capacité de 630 000 m3) et le barrage de Moreau (en 2017 à Goyave d'une capacité de 995 000 m3) pour constituer des réservoirs hydrauliques destinés à l'irrigation agricole en période de carême.

## Climat
La Guadeloupe bénéficie d’un climat tropical, tempéré par les influences maritimes.
| Mois                              | jan. | fév. | mars | avril | mai   | juin  | jui.  | août  | sep.  | oct.  | nov.  | déc. | année   |
| --------------------------------- | ---- | ---- | ---- | ----- | ----- | ----- | ----- | ----- | ----- | ----- | ----- | ---- | ------- |
| Température minimale moyenne (°C) | 20,7 | 20,6 | 21   | 22,2  | 23,6  | 24,3  | 24,3  | 24,1  | 23,8  | 23,3  | 22,4  | 21,3 | 22,6    |
| Température maximale moyenne (°C) | 29,2 | 29,2 | 29,7 | 30,3  | 30,9  | 31,4  | 31,6  | 31,9  | 31,7  | 31,3  | 30,5  | 29,7 | 30,6    |
| Précipitations (mm)               | 83   | 60   | 67,9 | 96,5  | 134,1 | 107,8 | 129,6 | 169,1 | 206,2 | 214,5 | 213,9 | 134  | 1 616,6 |

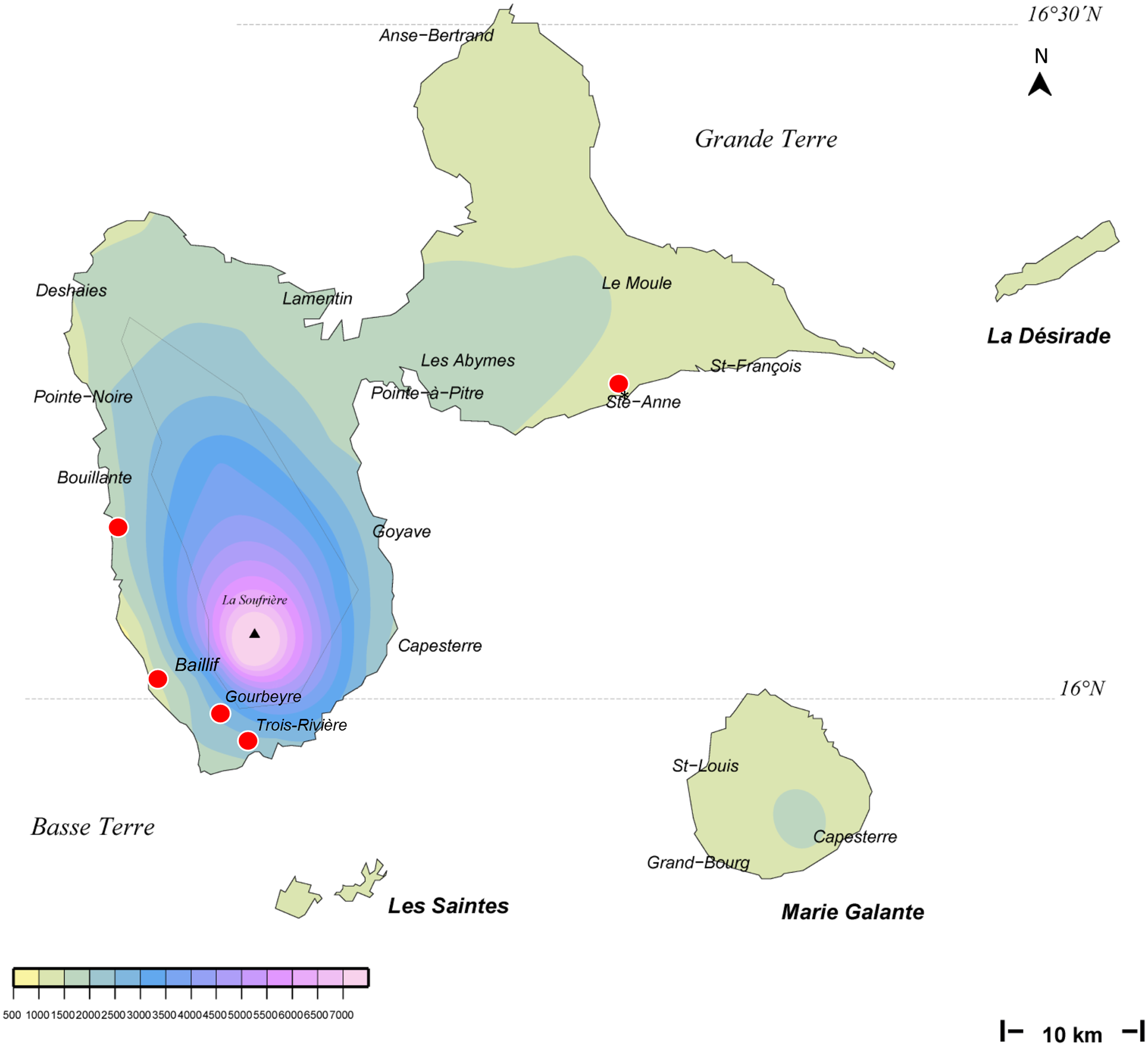
Répartition des précipitations en Guadeloupe.

Source : Météo-France, « » [archive], sur meteofrance.gp (consulté le 31 octobre 2017)
Dans tout l'archipel on distingue deux saisons :
- une saison sèche appelée « carême » qui va de janvier à juin ;
- une saison humide dite « hivernage », qui s'étale de juillet à décembre.

Côté température, avec une moyenne de 27 °C, il n'y a que peu de différence entre les mois les plus chauds (de 25 °C à 32 °C) et les mois les plus froids (de 23 °C à 29 °C). La géographie spécifique de l'archipel, le contraste entre la Basse-Terre et la Grande-Terre, entraîne également un climat spécifique sur chacune de ces îles. La Grande-Terre et ses plateaux calcaires connaissent régulièrement de sévères sécheresses, alors que dans le même temps, le relief perpendiculaire au flux des alizés de la Basse-Terre régule le régime des pluies. À noter que le climat au sommet du volcan de la Soufrière est frais (15 à 22 °C), brumeux, parfois venteux et pluvieux avec des précipitations atteignant une hauteur de 12 000 millimètres par an. La température moyenne de l’eau de mer est de 28 °C.
Enfin, l'île est sujette au passage des ouragans de mai à novembre. Et ceux-ci se forment soit localement dans les Antilles, soit au large du Cap-Vert en Afrique et dérivent dans les alizés d'est.

## Risques et catastrophes naturelles

Les îles des Caraïbes, sur le trajet des ouragans tropicaux.

### Cyclones
La zone des Antilles est sujette au développement de cyclones tropicaux (nommés ouragans dans l'Atlantique). Suivant les moments de l'année, ces dépressions viennent de l'Atlantique (Cap-Vert) ou du centre de la mer des Antilles et du golfe du Mexique (à l'ouest du méridien 80°). La courbe de fréquence des cyclones montre qu'ils traversent la Caraïbe entre les mois de juin et de novembre et passent préférentiellement, en Guadeloupe, en août et septembre.

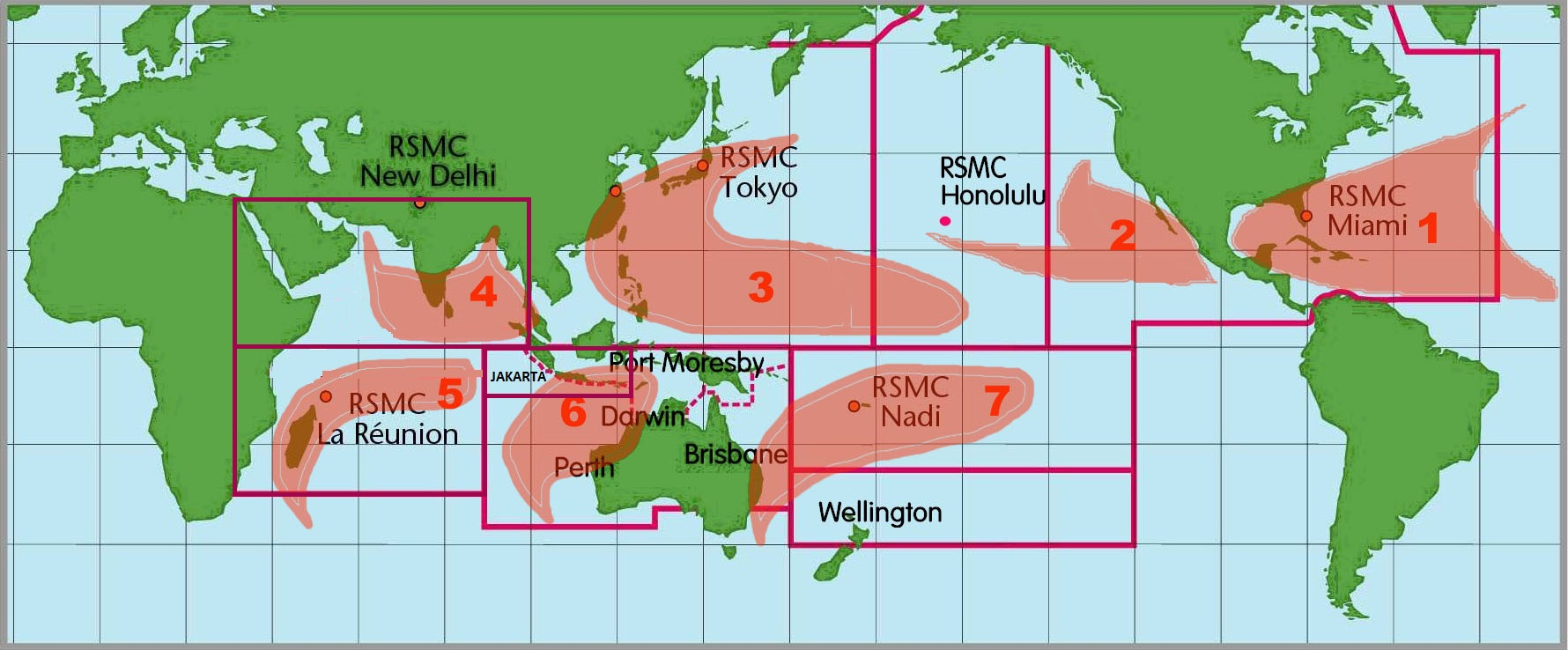
La Guadeloupe, située dans la zone 1 (nord-américaine) correspondant au vaste territoire sous la protection du National Hurrican Center, à Miami.

La Guadeloupe se situe dans la zone contrôlée par le National Hurricane Center à Miami, aux États-Unis, concernant la prise en charge de la détection, de l'observation et du signalement des potentielles menaces cycloniques pouvant peser sur son territoire.
Quelques ouragans et tempêtes tropicales notables :
- 1780 : Grand ouragan de 1780 ;
- 1899 : Ouragan San Ciriaco, catégorie 4 – plus violent cyclone tropical ayant touché les Petites Antilles depuis plusieurs siècles ;
- 1928 : Ouragan Okeechobee, catégorie 4 – 1 200 morts, plus violent cyclone tropical ayant touché la Guadeloupe depuis 1899 ;
- 1956 : Ouragan Betsy, catégorie 1 (six morts) ;
- 1960 : Ouragan Donna, catégorie 4 ;
- 1963 : Tempête tropicale Helena (pluies intenses, cinq morts) ;
- 1964 : Ouragan Cleo, catégorie 3 – dégâts considérables au sud de l'île, qui tua quatorze personnes ;Trajectoire (matérialisée par des bâtonnets rouges) du cyclone Okeechobee, passant au-dessus de la Guadeloupe et sur une partie des îles de la Caraïbe, plus généralement.

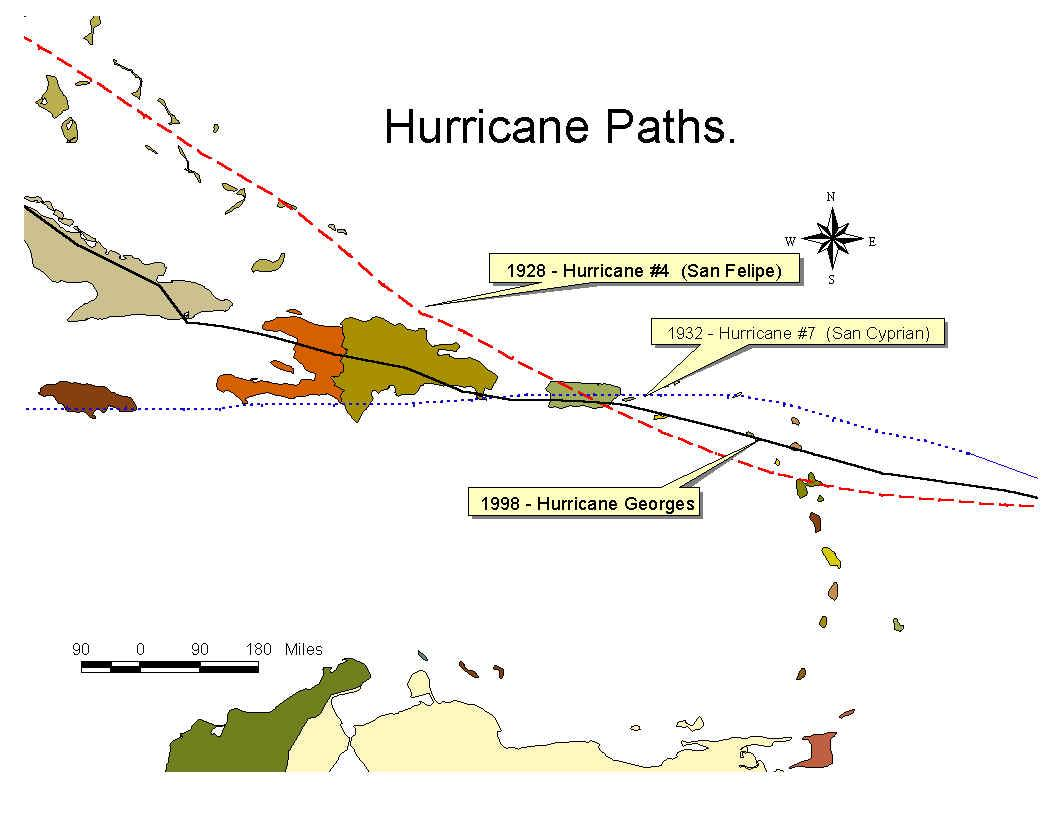
Trajectoire (matérialisée par des bâtonnets rouges) du cyclone Okeechobee, passant au-dessus de la Guadeloupe et sur une partie des îles de la Caraïbe, plus généralement.

- 1966 : Ouragan Inez, catégorie 3 (vingt-cinq morts, dégâts considérables) ;
- 1979 : Ouragan David, catégorie 4 – Tempête tropicale Frédéric ;
- 1989 : Ouragan Hugo, catégorie 4 – plus violent cyclone tropical ayant touché la Guadeloupe depuis 1928 (œil passé sur la Grande-Terre, dégâts considérables, quatorze morts au total) ;
- 1995 : Ouragan Iris – Ouragan Luis catégorie 4 (impact modéré beaucoup moins violent que sur Saint-Martin) – Ouragan Marilyn, catégorie 1 ;
- 1999 : Ouragan Lenny (effets périphériques : fortes pluies, fortes houle avec des vagues de 5 m) – Ouragan Jose, catégorie 2 ;
- 2004 : Tempête tropicale Jeanne (quasiment formée sur l'île avec cumuls de pluies considérables sur le nord Basse-Terre) ;
- 2012 : Ouragan Isaac – ouragan Rafael (impact minime, un mort) ;
- 2017 : Ouragan Irma, de catégorie 5, l'un des plus puissants jamais enregistrés dans l'Atlantique Nord (touche directement Saint-Barthélemy et Saint-Martin) ; ouragan Maria, catégorie 5, œil passé près des Saintes et de Basse-Terre.

### Séismes
Située dans une zone de subduction entre les plaques américaine et caraïbe, traversée en surface par de nombreuses failles géologiques comme celles de la Barre ou Cadoue, point de départ en profondeur des rifts de La Désirade et de Marie-Galante, la Guadeloupe et ses dépendances sont classées en zone III d’après le zonage sismique de la France selon les anciennes normes, et niveau 5 selon les nouvelles, c'est-à-dire à l'un des niveaux les plus élevés.
Le séisme de 1843 aux Petites Antilles est, à ce jour, le séisme connu le plus violent. Il a causé la mort de plus d'un millier de personnes ainsi que de très importants dégâts à Pointe-à-Pitre. Le 21 novembre 2004, les îles du département, notamment l'archipel des Saintes, sont frappées par un violent séisme atteignant la magnitude de 6,3 sur l'échelle de Richter et causant la mort d'une personne ainsi que de nombreux dégâts matériels.

### Tsunamis

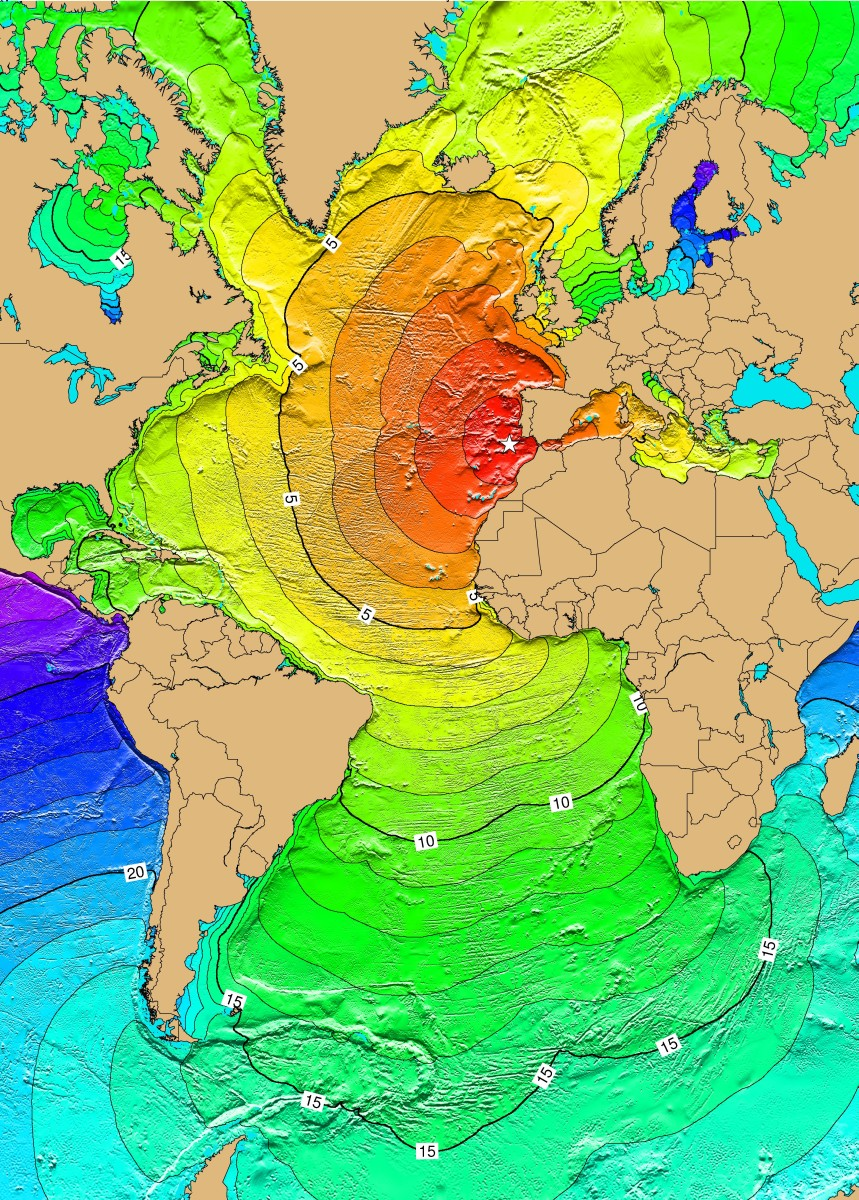
Propagation du tsunami de Lisbonne (chaque arc concentrique représente le déplacement de la vague en 1 heure).

Le territoire guadeloupéen est confronté aux risques de tsunamis pouvant provenir de divers lieux dans le monde.
- Le 1er novembre 1755, le tremblement de terre de Lisbonne donna naissance à un tsunami qui se propage à travers l'Atlantique avant de toucher la Guadeloupe, sept heures plus tard, générant une vague haute de 4 mètres qui déferle sur la ville de Sainte-Anne et fait plusieurs victimes[22].

- En 1997, 2003, 2004 et 2006, à la suite de plusieurs éruptions à Montserrat et à un tremblement de terre survenu aux Saintes, des tsunamis ont atteint les côtes guadeloupéennes en moins d'une dizaine de minutes[23].

D'autres activités d'origines tellurique ou volcanique comme le séisme de la Nouvelle Angleterre en 1755 et celui des Îles Vierges en 1867 ou l'éruption de la montagne Pelée en 1902, ont généré la formation d'un tsunami dont les effets ont été observés en Guadeloupe.

### Éruptions volcaniques

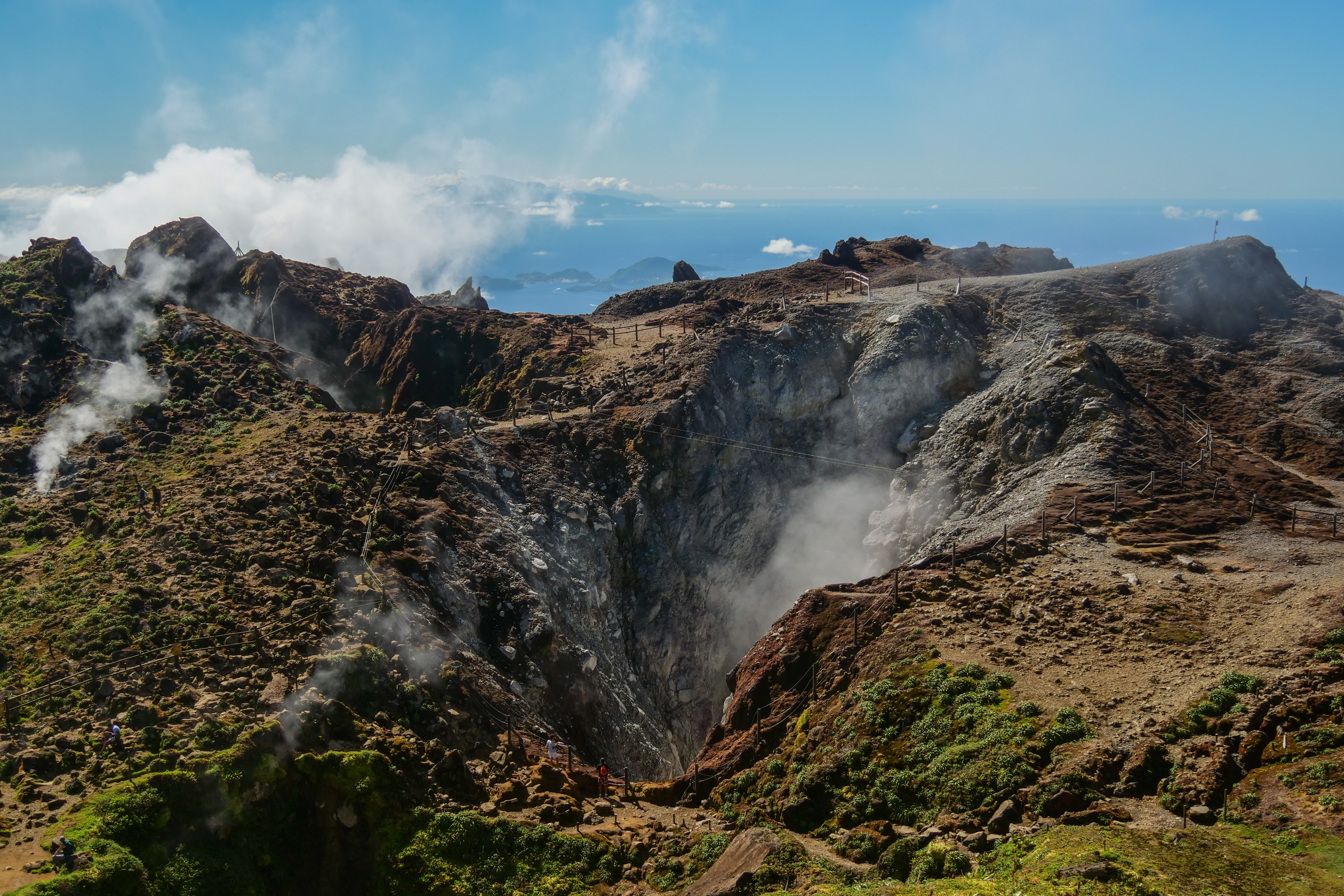
Bouche éruptive au sommet de la soufrière.

La Soufrière, surnommée « vyé madanm la » en créole guadeloupéen, littéralement « la vieille dame » en français, est un volcan en activité situé sur le territoire de la commune de Saint-Claude en Guadeloupe, dans le sud de l'île de Basse-Terre. La commune de Basse-Terre, chef-lieu du département et région d'outre-mer, se trouve à une dizaine de kilomètres au sud-ouest. C'est un volcan actif de type péléen — explosif à nuées ardentes —, donc très dangereux, et de formation récente (100 000 à 200 000 ans). Son activité actuelle est marquée par des fumerolles, des vapeurs sulfureuses et des sources chaudes sur différents points du sommet. Il est le seul à être actif en Guadeloupe depuis les dernières 10 000 années.
La première description de la Soufrière est le fait du père Jacques Du Tertre dans L'Histoire générale des Antilles habitées par les François paru en 1667-1671. Et sa dernière éruption magmatique explosive de la Soufrière date du XVe siècle, ou peut-être d'autour de 1530 avec plus ou moins 30 ans d'incertitude. En 1797, une éruption phréatique d’importance eut lieu. Il ne peut être exclu que cette éruption-là ait été elle aussi celle d’une nappe captive et non d’une nappe phréatique, c’est-à-dire mise à la pression atmosphérique. Une éruption phréatique mineure a lieu en 1956, la première depuis la création de l'observatoire volcanologique et sismologique de Guadeloupe en 1950.
La dernière éruption de la Soufrière date de 1976 ; il s'agissait d'une éruption phréatique. Elle a conduit à l’évacuation de la partie sud de la Basse-Terre ainsi que de la préfecture, soit 73 600 personnes sur trois mois et demi. Aucun mort n'a été déploré. À partir de 1975, un certain nombre de tremblements de terre (16 000 séismes et 26 explosions sont répertoriés de 1975 à 1977) ont alerté les sismographes de l'observatoire volcanologique. À partir de 1992 et surtout depuis 2018, l'activité sismique sous la Soufrière s'intensifie, les séismes étant à la fois plus nombreux et plus puissants,. Plusieurs épisodes sismiques durant de quelques heures à quelques jours se succèdent au fil des mois et durant lesquels plusieurs dizaines à plusieurs centaines de secousses peuvent survenir, la plupart à une magnitude inférieure à 1 mais pouvant aller jusqu'à 4,1 le 27 avril 2018, la plus puissante secousse de la Soufrière depuis la crise éruptive de 1976. Toutefois, une éruption volcanique magmatique, bien que très difficile à prévoir dans le temps, ne serait ainsi pas d'actualité.

## Environnement et biodiversité

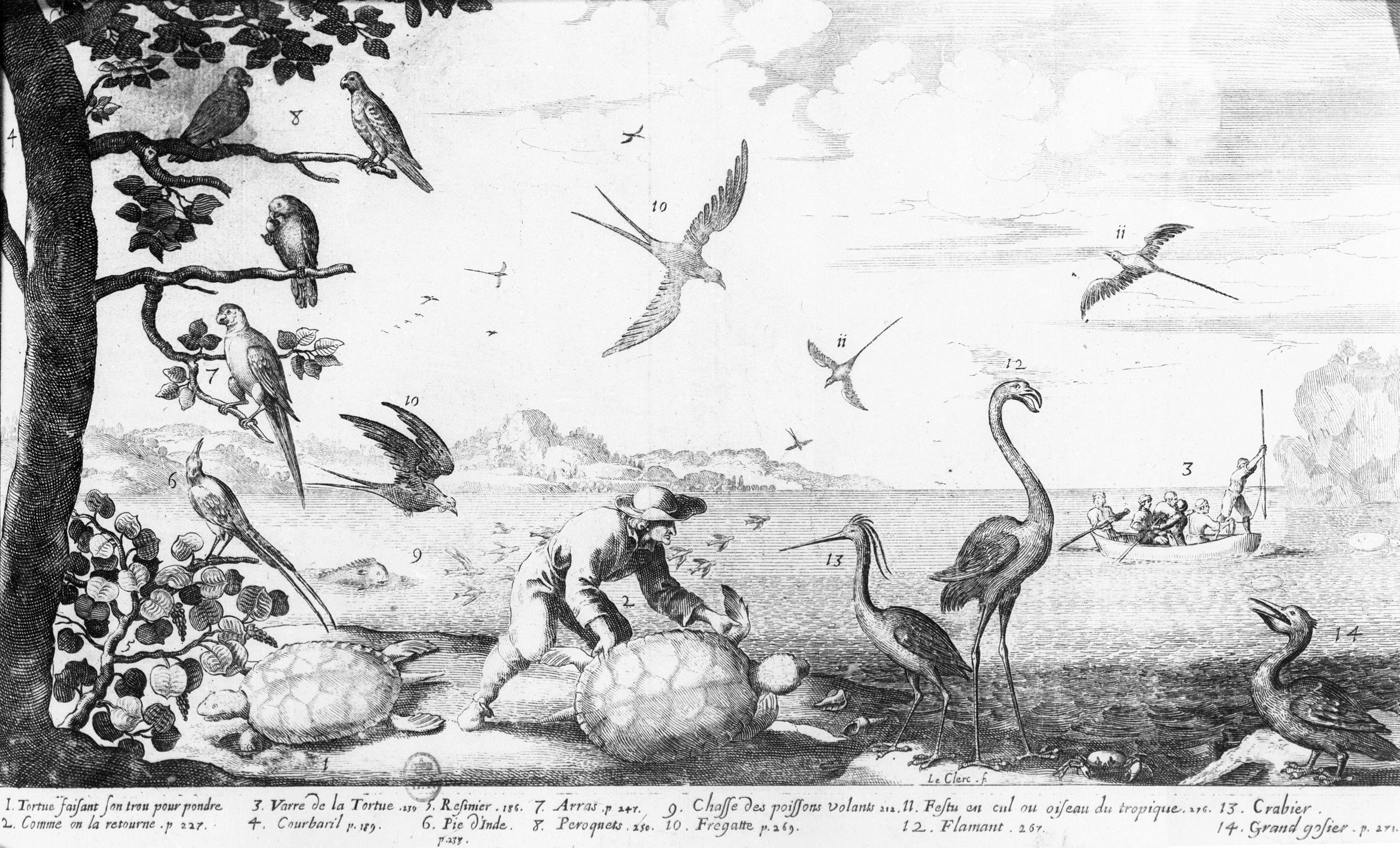
Faune guadeloupéenne représentée par Jean-Baptiste du Tertre dans son Histoire générale des Antilles publiée en 1667.

La Guadeloupe et les Antilles constituent un point chaud de biodiversité. Comme les autres Petites Antilles, la Guadeloupe a émergé de l'océan il y a moins de cinq millions d'années. Cet isolement a favorisé l'émergence d'un fort taux d'endémisme.
On y rencontre notamment le racoon, un raton laveur devenu l'emblème du parc national de la Guadeloupe, l'iguane des Antilles ou Holothele sulfurensis, une espèce de mygale que l'on rencontre uniquement sur le massif de la Soufrière. L'archipel était entièrement recouvert de forêt avant l'arrivée des européens au XVIe siècle. Cette arrivée s'est accompagnée d'invasions biologique et de défrichements qui ont eu un impact sévère sur la biodiversité. Selon un rapport de la DEAL de la Guadeloupe et de la Martinique : 1 260 plantes vasculaires, huit mammifères, 14 oiseaux, 11 reptiles, quatre amphibiens et quatre espèces de poissons d'eau douce ont été introduits dans les Antilles françaises ; parmi lesquelles le Miconia calvescens, le rat, la mangouste, le poisson-lion et la fourmi manioc sont considérées comme espèces invasives. De nombreuses espèces ont disparu de l'île telles que l'Amazone de la Guadeloupe, le rat mondoungue, le lamantin des Caraïbes, le phoque moine des Caraïbes, l'améive de Guadeloupe ou encore le crapaud de la Dominique.

### Évolution et état des lieux

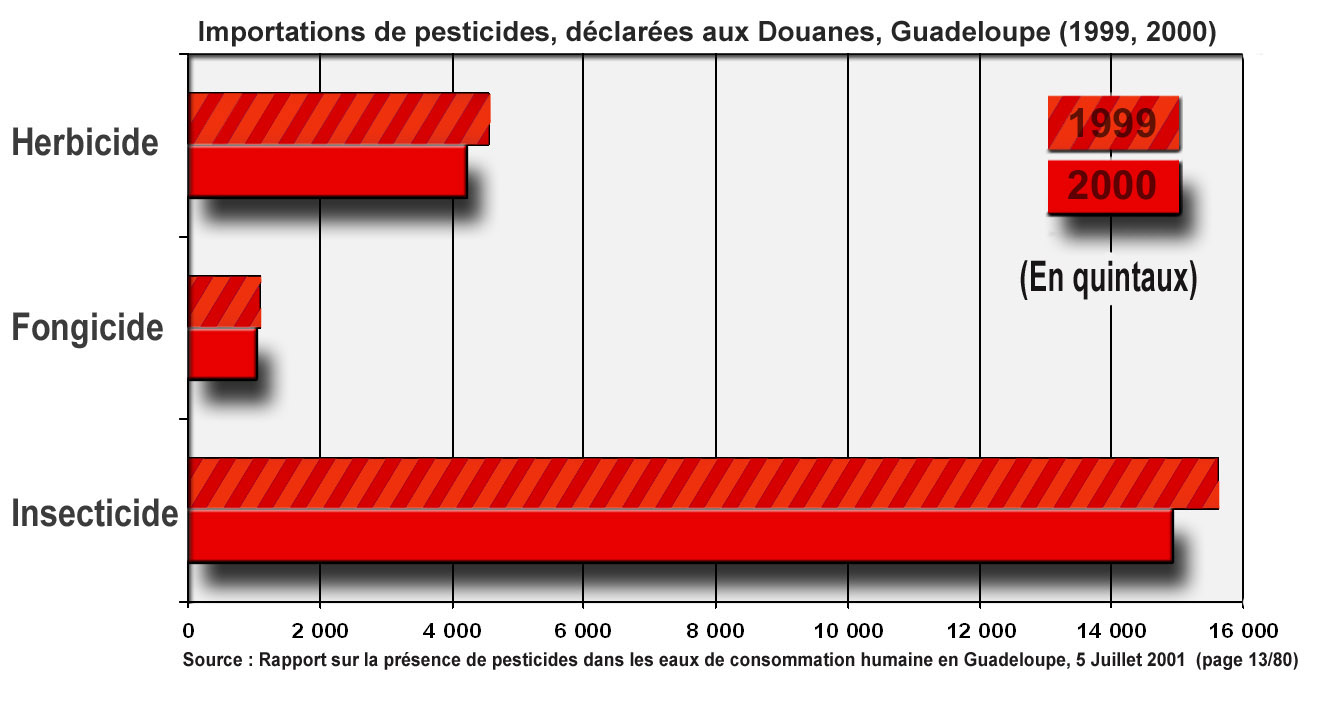
Importation de pesticides en Guadeloupe.

La Guadeloupe était autrefois très riche en biodiversité, en paysages à forte naturalité et en espèces endémiques. Depuis le XVIe siècle, les milieux naturels guadeloupéens souffrent des prélèvements (chasse et pêche en particulier), du recul de la forêt, de l'urbanisation, de la périurbanisation, du développement de cultures intensives (banane et canne à sucre en particulier) qui ont atteint leur apogée dans les années 1955-75, de l'augmentation de la salinité de la nappe d’eau douce souterraine due à « l’intensité de l’utilisation de la nappe » et des pollutions d’origine agricole (pesticides et composés azotés) à cause des prélèvements (chasse et pêche en particulier), du recul de la forêt, de l'urbanisation, d'une périurbanisation accélérée ces dernières décennies, ainsi qu'à cause des cultures intensives (banane et canne à sucre surtout) qui ont remplacé la forêt tropicale.
Les cultures de la banane et de la canne à sucre ont marqué les paysages non montagneux et sont sources d'importantes pollutions. Sauf quelques exceptions (méthanisation), les effluents des distilleries sont pas, peu ou mal traitées. Cette agriculture exportatrice de sucre de canne, alcool (Rhum) et bananes épuise les sols et est maintenant très grosse importatrice de pesticides, dont d'insecticides. Elle a longtemps été encouragée par quelques grandes familles productrices et par l'état.

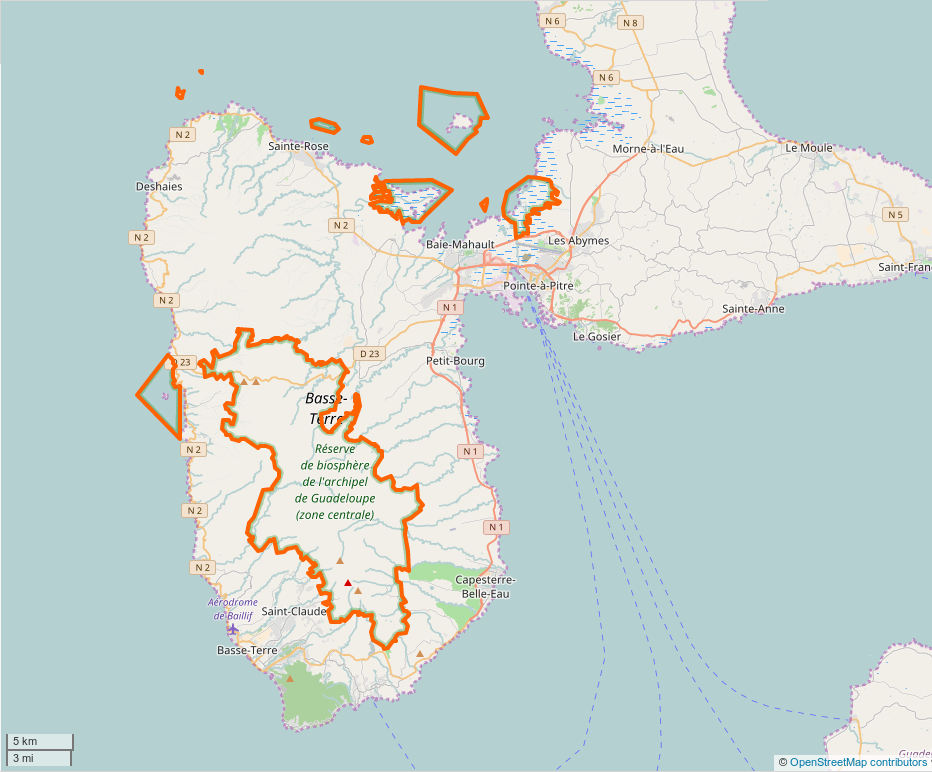
Périmètre du parc national de la Guadeloupe.

Les séquelles de l'utilisation de ces produits, pour certains très toxiques et rémanents (chlordécone, paraquat en particulier) posent aujourd'hui problème ; outre une pollution durable, de nombreux sols et des écosystèmes (dans les zones dédiées aujourd'hui ou anciennement aux bananeraies, ainsi que l'aval des bassins versants jusqu'en mer), une contamination générale du réseau d'eau potable par des organochlorés, confirmée à la fin des années 1990. Des mesures ont été prises pour assurer l'accès à une eau potable, mais les sols de certaines régions du territoire guadeloupéen et d'autres îles des Antilles sont durablement pollués par certains produits, dont le chlordécone. Des études sont en cours pour mieux mesurer les impacts de ces produits sur la santé. De plus, l'étude ChlEauTerre, dévoilée en mars 2018, conclut que 37 molécules anthropogéniques différentes (dont plus de la moitié est issue des résidus de pesticides désormais interdits, comme le chlordécone) ont été retrouvées sur « 79 % des bassins versants analysés en Grande-Terre et 84 % sur la Basse-Terre ». Un rapport de l’Office de l’eau de Guadeloupe fait état en 2019 d'une « dégradation généralisée des masses d’eau ». Les récifs sont dégradés au moins à 50 % dans les grandes îles, et de nombreux herbiers marins sont également très dégradés.
À Marie-Galante, aux Saintes et à la Désirade les palétuviers et mangroves ont presque disparu.

### Nouvelle politique environnementale

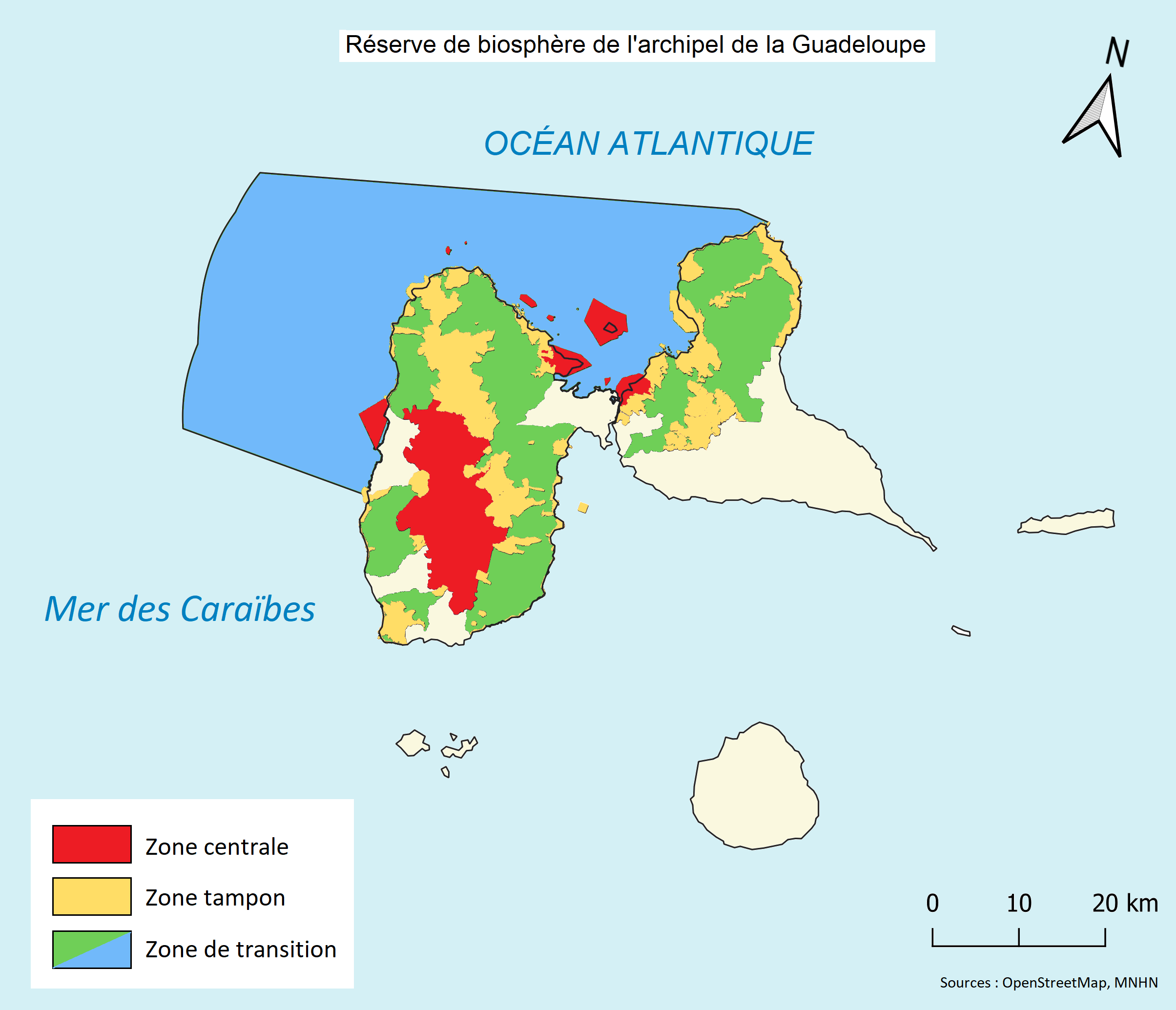
Carte représentant l'étendue de la réserve de biosphère de l'archipel de la Guadeloupe.

Il existe une volonté de préserver ces milieux dont l'environnement végétal et paysager restent préservés sur quelques parties des îles et constituent un atout sensible pour le tourisme. Ces espaces sont pour partie classés en ZNIEFF et protégés, pour certaines avec un statut de réserve naturelle guadeloupéenne, dont plusieurs grottes abritent des chiroptères protégés. L'environnement végétal et les paysages restent préservés sur quelques parties des îles, constituant une ressource majeure pour le tourisme. En c'est ce sens que le parc national de la Guadeloupe a été créé le 20 février 1989. En 1992, sous l'égide de l'Unesco, est créée la Réserve de biosphère de l'archipel de la Guadeloupe. Des cartes d'habitats sous-marins permettent d'envisager une meilleure gestion et protection de ces habitats fragiles et des corridors biologiques sous-marins, vulnérables aux pollutions (nitrates, turbidité, pesticides…), aux pressions anthropiques et aux aléas climatiques qui pourraient devenir plus fréquents et aigus dans le contexte du changement climatique global. Et dans la foulée, le 8 décembre 1993, le site du Grand Cul-de-sac marin est inscrit en tant que zone humide d’importance internationale. L'île devient ainsi le département d'outre-mer ayant le plus d'espaces protégés[réf. nécessaire].

### Paysages
L'île de Basse-Terre possède sur son territoire le volcan de la Soufrière, surnommée aussi la Vieille Dame, et point culminant des Petites Antilles. Elle regorge de cascades, de rivières, de plages de sable doré ou noir, et une forêt tropicale humide recouvre son massif montagneux. L'île de Grande-Terre se compose (à l'ouest) d'une plaine bordée de mangroves depuis Le Gosier jusqu'à Port-Louis, de la région des Grands Fonds (au centre) et d'un plateau aride, dentelé de côtes rocheuses et sauvages (du nord à l'est). Le littoral sud de la Grande-terre, parsemé de plages de sable blanc à l'abri des récifs coralliens, concentre les grandes stations balnéaires du Gosier, de Sainte-Anne et de Saint-François. L'île de Marie-Galante se caractérise au nord par une falaise calcaire puis, à l'est et au sud, par un plateau qui devient « mornes » pour basculer en pentes escarpées vers une plaine littorale. À l'ouest de l'île, faisant face à la Basse-Terre, les plages et les mangroves s'étendent le long de la mer des Caraïbes et un milieu naturel humide du littoral s'étend dans la baie de Folle-Anse.

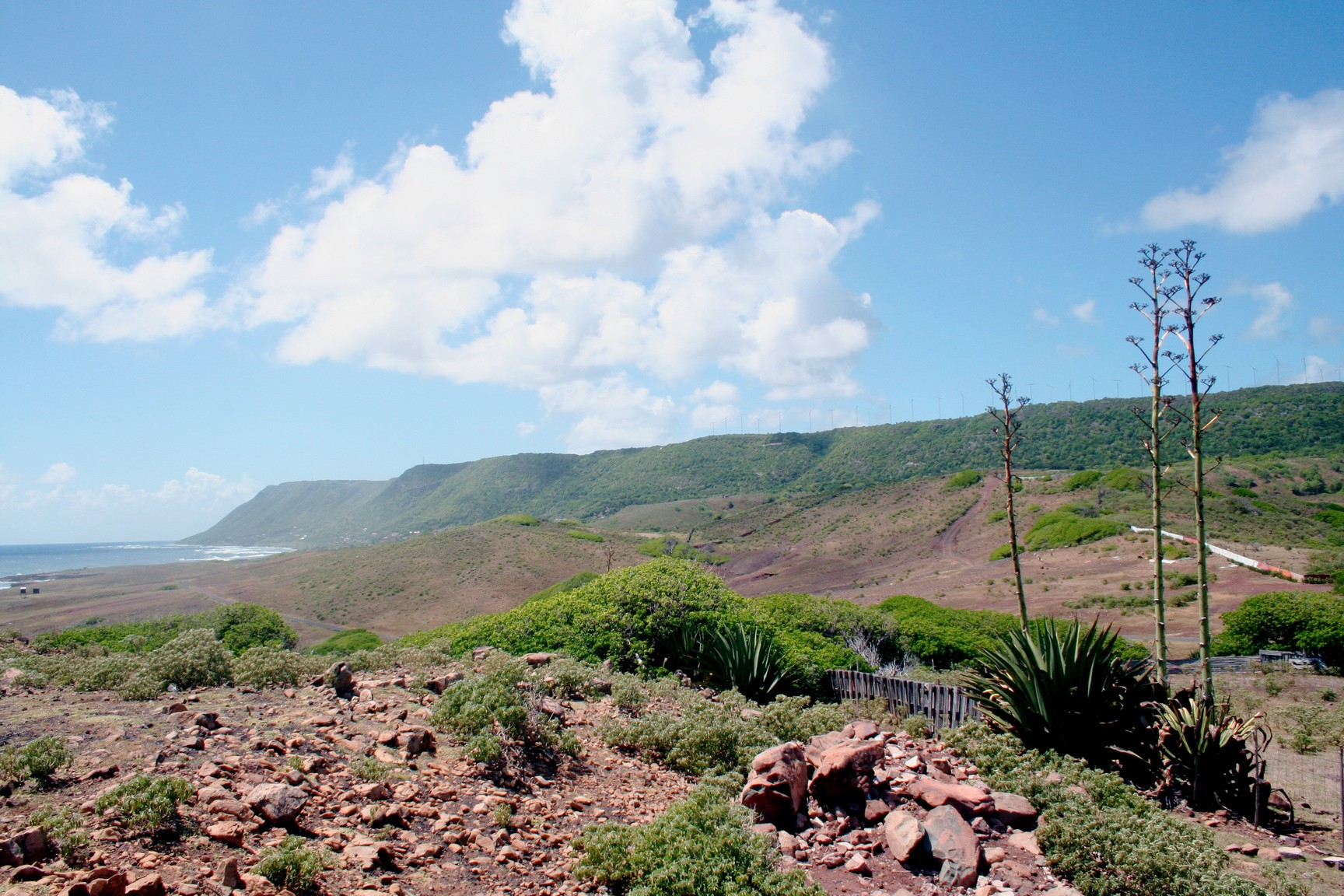
Vue de la pointe est de l'île de La Désirade.
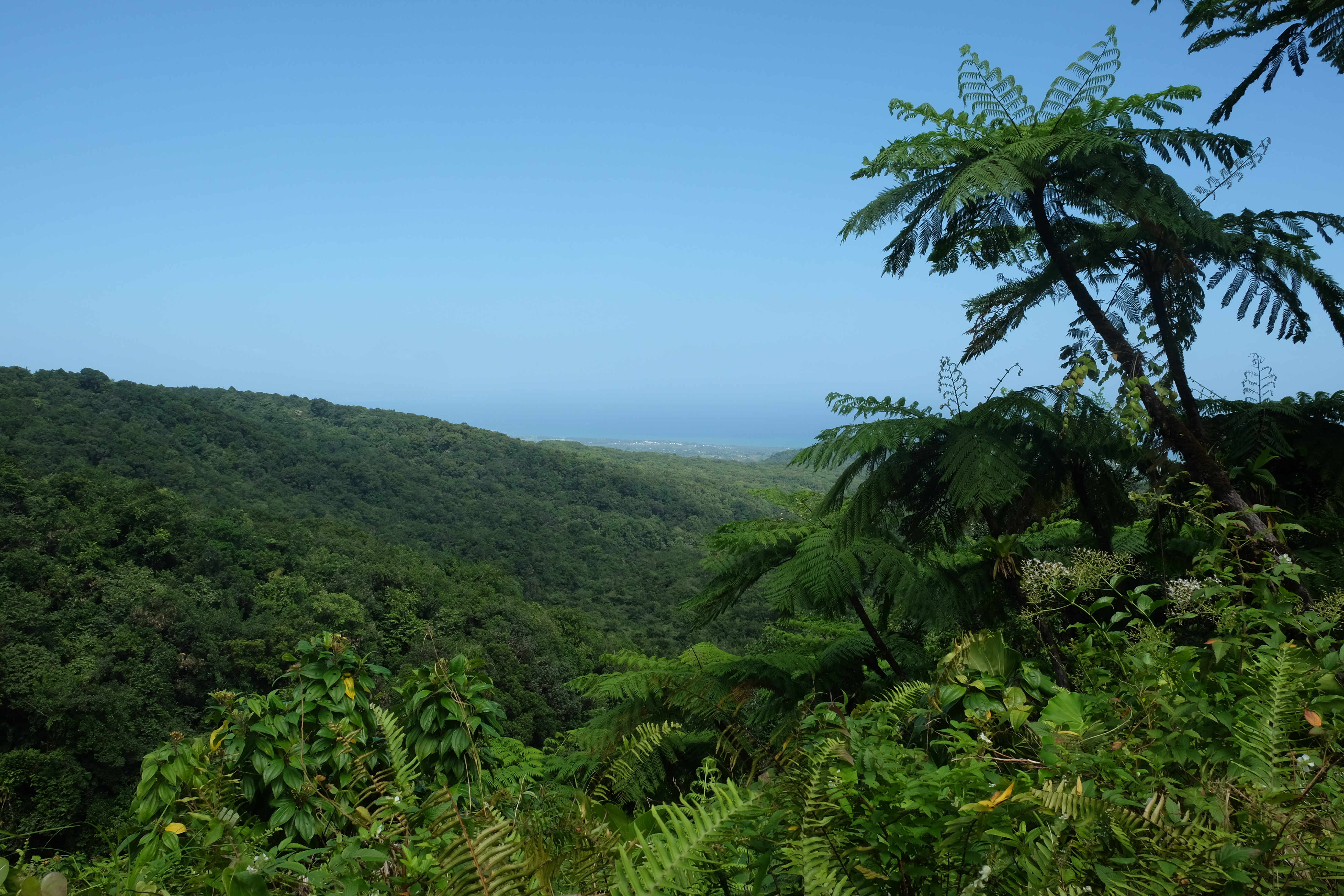
Panorama depuis le sommet des chutes du Carbet.
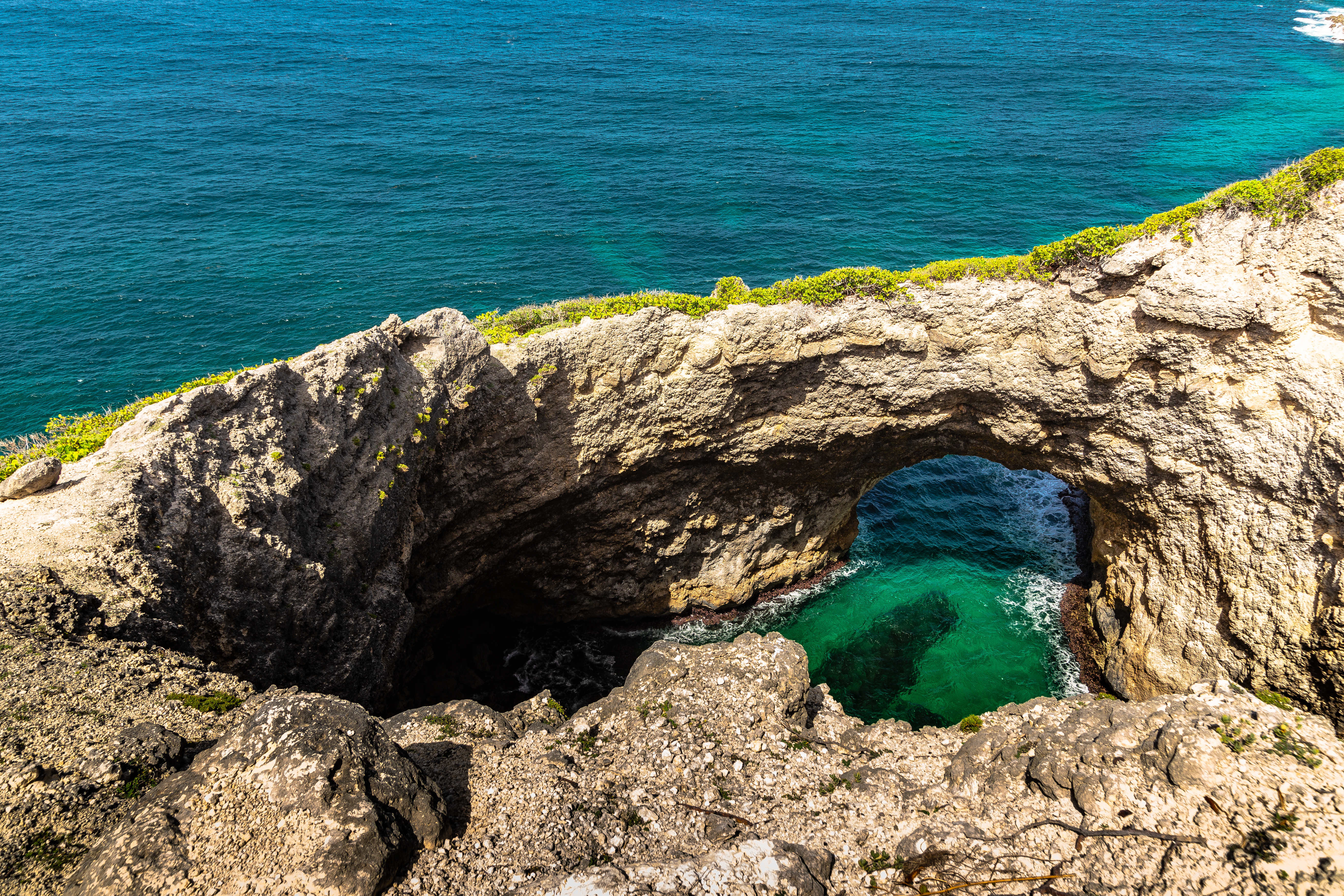
Gueule grand gouffre, Marie-Galante.
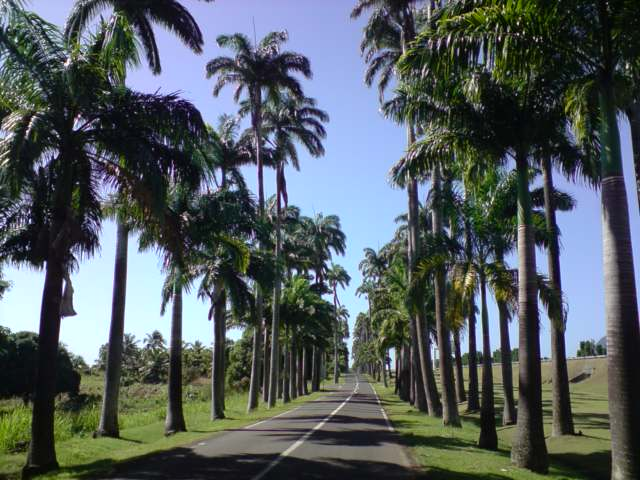
Allée Dumanoir, Capesterre-Belle-Eau, Basse-Terre.

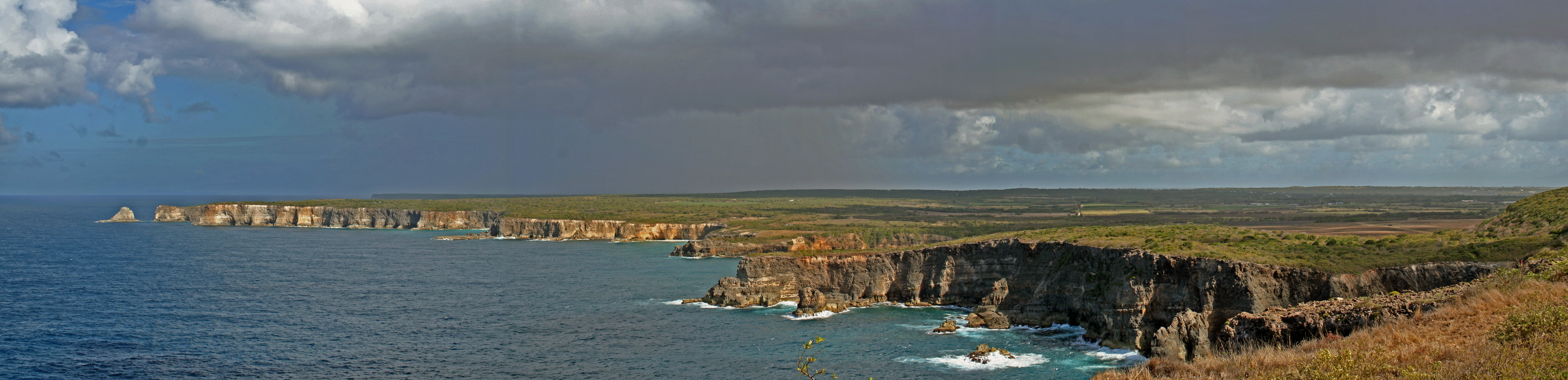
Paysage du nord de la Grande-Terre, surnommée « la petite Bretagne des Antilles ».

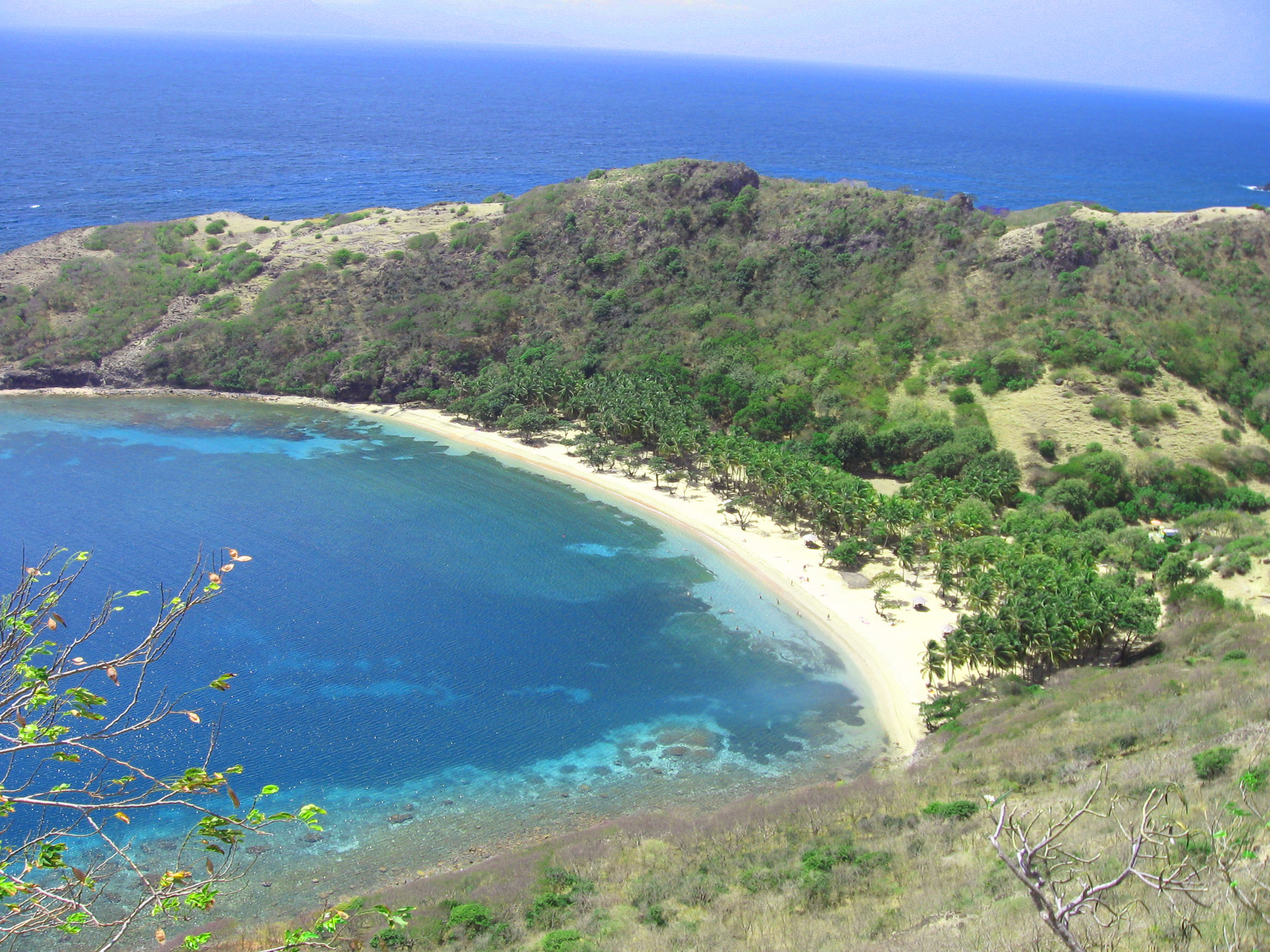
Une baie aux Saintes.

## Biotopes terrestre et marin

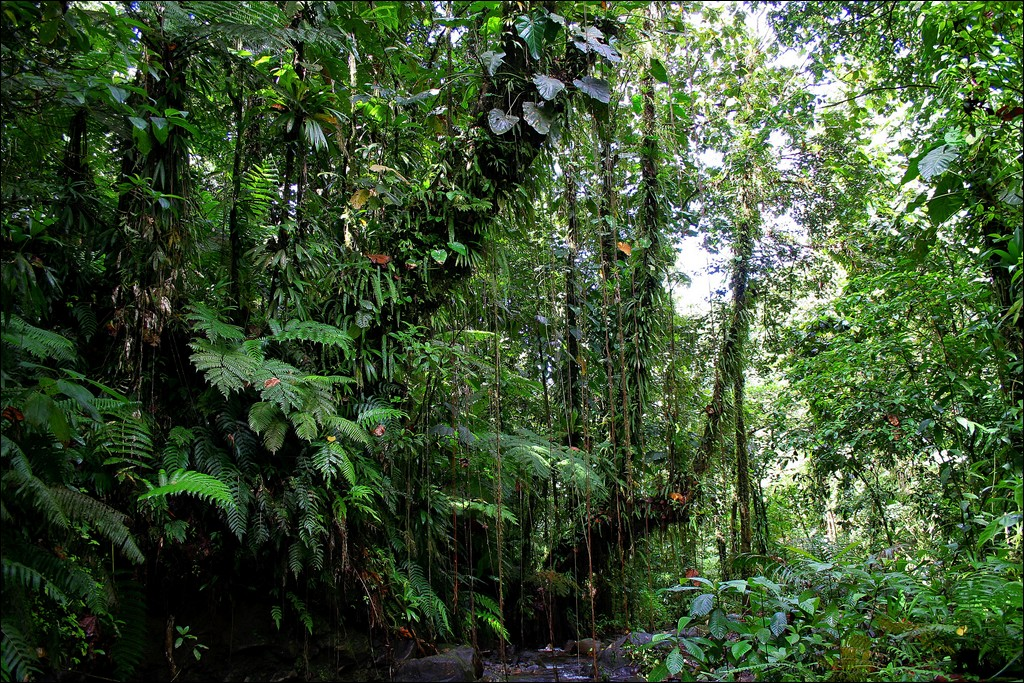
Forêt humide, parc national de la Guadeloupe.

### Biotope terrestre
Située entre 300 et 1 000 m d'altitude, la forêt tropicale humide recouvre une grande partie de l'île de Basse-Terre. On y rencontre de très grands arbres comme le gommier blanc, l'acomat-boucan ou le châtaignier, également d'autres de taille moyenne comme le marbri ou bois-bandé ou le laurier-rose, aussi des arbustes et des herbacées comme le palmiste montagne, le balisier ou les fougères, ainsi que de nombreuses plantes suspendues (épiphytes) : broméliacées, philodendrons, orchidées et lianes.
Occupant une grande partie des îles de Grande-Terre, de Marie-Galante, des Saintes, de La Désirade, la forêt xérophile ou forêt sèche se développe aussi sur la côte sous le vent de Basse-Terre. On y trouve le gommier rouge, le mapou, le courbaril ou le tamarinier.

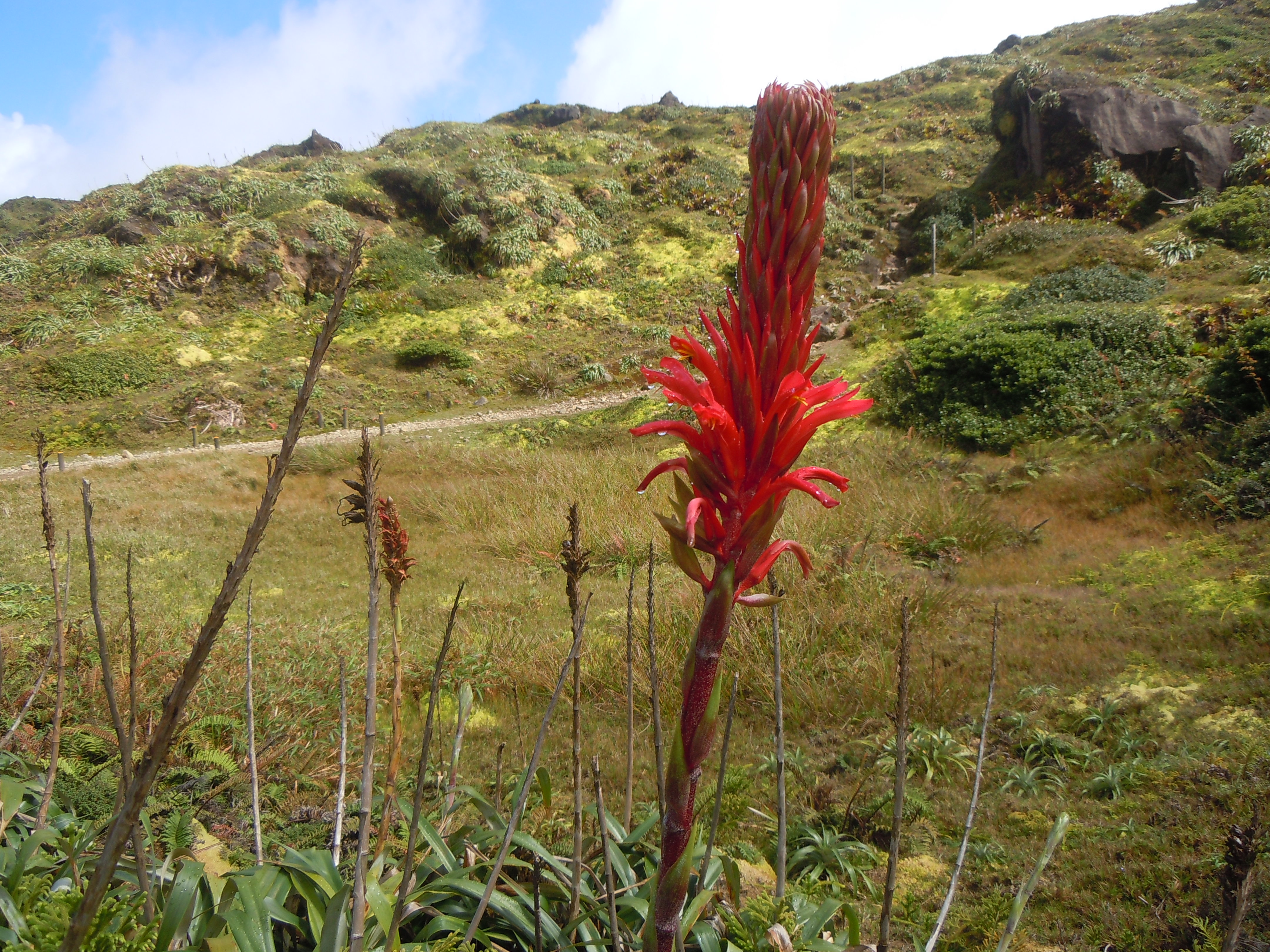
Floraison du Pitcairnia bifrons dans la savane humide. Massif de la Soufrière.

Se développant au-dessus de 1 000 m, le territoire de la savane humide se compose de mousses, de lichens, de sphaignes, de plantes vigoureuses comme les mangles-montagne ou les ananas-montagne, et au milieu desquelles poussent aussi des plantes comme les violettes des hauts, les fuchsias-montagne ou le thym-montagne.

La forêt de littoral se développe plus difficilement en raison de la nature du sol (sablonneux, rocheux), de la salinité, de l'ensoleillement et du vent. On y rencontre des espèces comme le raisinier bord de mer, le mancenillier (arbre très toxique dont le tronc est marqué d'un trait rouge), l'icaquier ou le cocotier. Et sur les falaises et dans les zones arides on peut trouver des cactées comme les cactus-cierges (Cereus), les figuiers de Barbarie, les cactus-raquettes, les cactus « Tête à l'anglais » (Melocactus intortus) et les aloès.

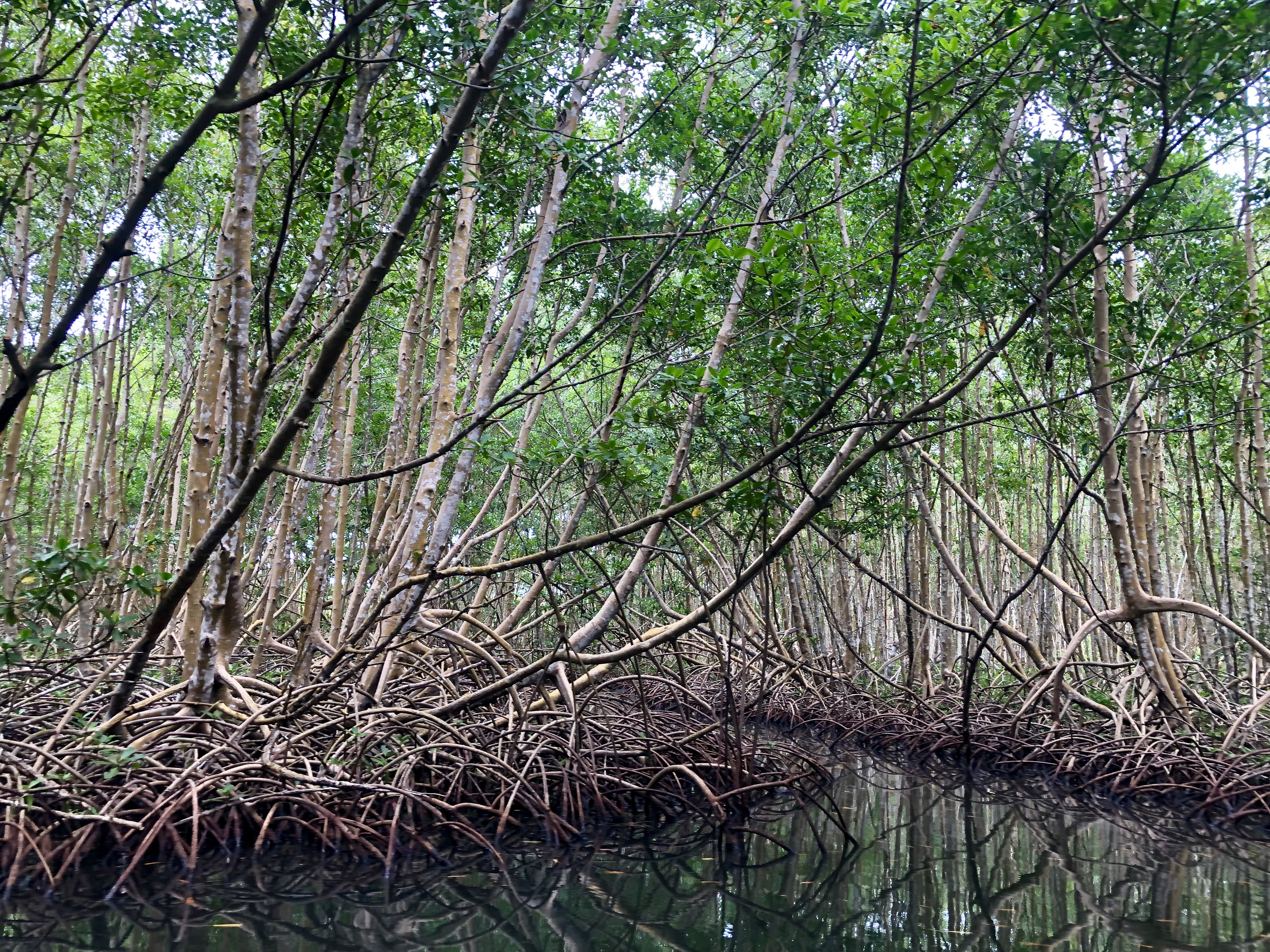
Forêt de palétuviers, mangrove de Guadeloupe.

La mangrove, qui borde certaines côtes guadeloupéennes est structurée en trois niveaux, du plus proche de la mer au plus éloigné : au premier, on trouve les palétuviers rouges, au second, à une dizaine de mètres de la mer, c'est le niveau à Palétuvier noir, on parle de mangrove arbustive ; vient en troisième les palétuviers blancs qui forment la mangrove haute. Ce milieu est un refuge pour les poissons et les crustacés. En arrière de la mangrove, dans les zones où la marée et donc le sel ne pénètre pas, la forêt marécageuse, unique à la Guadeloupe, se développe. Et l'espèce la plus représentée est le Mangle-médaille.

#### Espèces végétales en danger
Un rapport de la DEAL informe qu'en 2020 la Guadeloupe compte :
- 256 espèces végétales menacées ;
- 110 autres quasi menacées ;
- 5 ont disparu (dont 4 orchidacées).

Parmi elles la Brassavola cucullata nommée Bois baguette ou Bois café (classée comme plante menacée dont l'espèce risque de s'éteindre), le Courbaril (classé « vulnérable »), le Gaïac (classé en « danger »), le cactus Tête à l’anglais (classé en « danger critique »).

#### Espèces animales

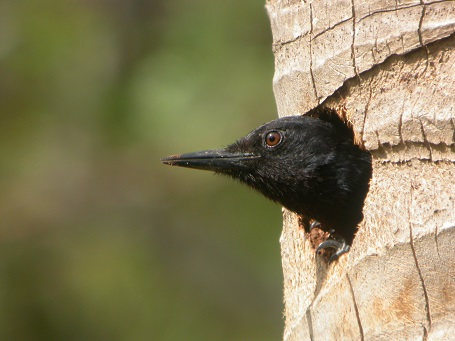
Pic de Guadeloupe.

La Guadeloupe compte de nombreuses espèces d'insectes comme des papillons (rhopalocères), des phasmes appelés localement cheval à diable, et une espèce endémique d'araignée qui se rencontre uniquement sur les flancs du volcan de la Soufrière : la Holothele sulfurensis. L'île compte également des coléoptères dont certains peuvent atteindre des tailles très élevées, comme le Dynaste Hercule. Dans les cours d'eau et étangs on peut observer des ouassous (crevettes d'eau douce locales). Tandis que d'autres crustacés vivent sur la terre ferme comme les crabes terrestres et crabes à barbe, ou encore les Bernard-l'ermites.
Chez les reptiles, il est à mentionner : la tortue charbonnière à pattes rouges que l'on nomme molokoï ; deux espèces de couleuvres : la Couresse de la Guadeloupe (Alsophis antillensis) et la Couresse des Saintes (alsophis sanctonum), un petit serpent aveugle ressemblant à un ver de terre : le typhlops (Typhlops guadeloupensis) ; deux espèces d'iguanes : l'iguane des Petites Antilles (Iguana delicatissima) et l'iguane vert (Iguana iguana) ; une espèce de gecko nommé mabouia (mabouya) et des petits lézards appelés anolis.

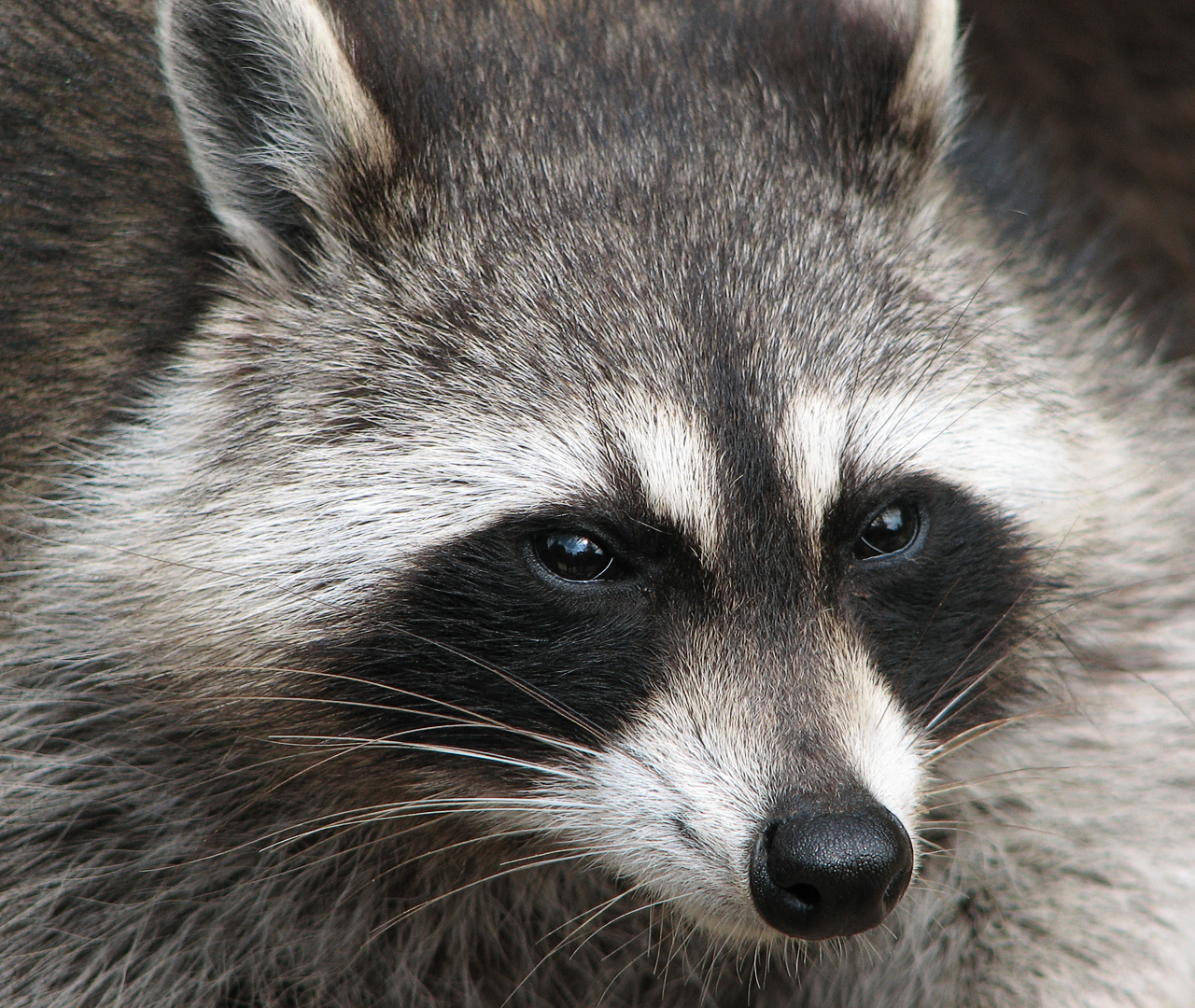
Le racoon.

Deux grenouilles sont endémiques de la Basse-Terre : l’hylode de Pinchon et l’hylode de Barlagne.
Parmi les oiseaux, peuvent être visibles le colibri huppé, le Pic de Guadeloupe (oiseau endémique de Guadeloupe et classé « quasi menacé »), le faucon crécerelle, le ramier ou le pélican brun ; et en mer ou planant au-dessus des falaises seront parfois observables les frégates.
Chez les chauve-souris, on estime à treize le nombre d'espèce allant de la myotis de la Dominique (4 grammes) au grand noctilion pêcheur (plus de 70 grammes). Existe aussi la sturnire de Guadeloupe (Eptesicus guadeloupensis), seule espèce endémique.
Citons encore la présence du racoon (Procyon minor) qui est un mammifère cousin du raton laveur et la mascotte du parc national de la Guadeloupe, et celle de l'agouti doré (Dasyprocta leporina) dont l'espèce protégée est en voie de disparition.

### Biotope marin
Les herbiers, comme ceux qui tapissent le lagon du Grand Cul-de-sac Marin, sont de véritables prairies sous-marines constituant un écosystème et une zone de transition entre la mangrove et les récifs coralliens. On y rencontre quatre espèces de plantes marines à fleurs dont la Thalassia testudinum est la plus répandue.
La Guadeloupe est aussi bordée à divers endroits par des récifs coralliens, dont celui situé dans le Grand Cul-de-sac Marin, d'une longueur de 29 km et s'étendant depuis Port-Louis à Sainte-Rose, est le plus long des Petites Antilles. Dans le Grand Cul-de-Sac Marin 50 espèces de coraux ont été répertoriées, parmi lesquelles les fameuses gorgones (Gorgonacea). Depuis 2017, 16 coraux sont protégés dans les Antilles françaises.

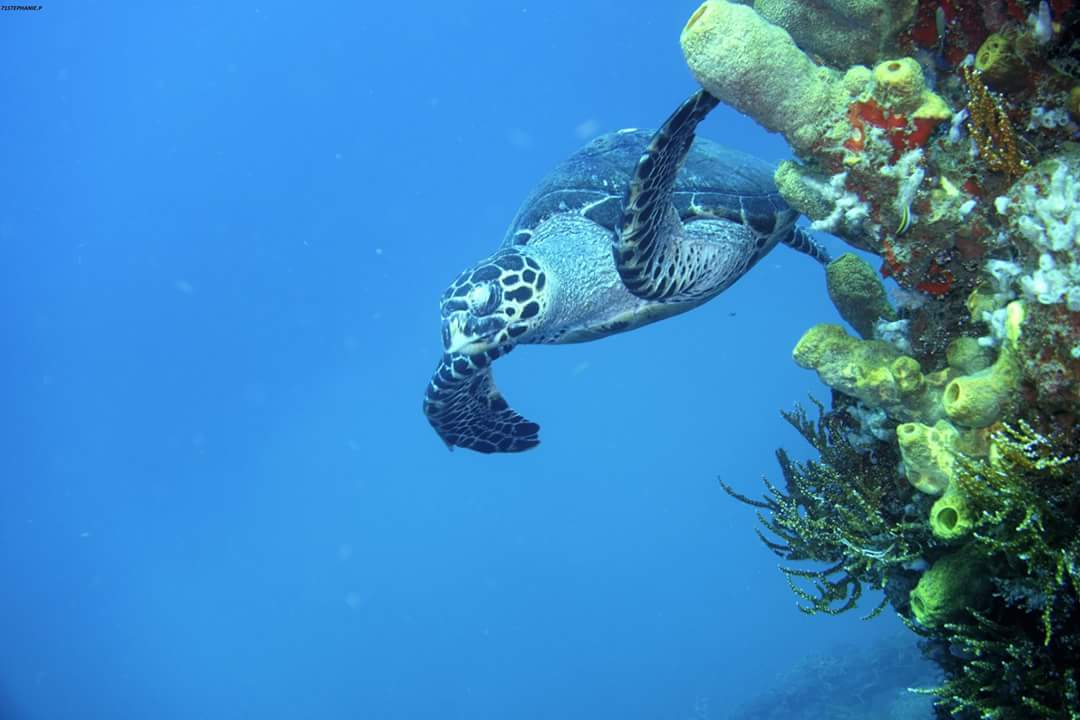
Tortue imbriquée ou karet.

#### Espèces animales
Parmi les invertébrés sont présents des éponges, des monnaies caraïbe, des anémones de mer, des oursins, des étoiles de mer, des mollusques comme les lambis, les poulpes et les seiches, et des crabes.
Dans la catégorie des poissons de récif, peuvent être cités : l'ange, le poisson-papillon, le perroquet, le poisson-lion, le poisson « coffre » (Lactophrys triqueter), le poisson-lézard (Synodus intermedius), le congre, le mérou et trois espèces de diodon.

Concernant les poissons côtiers et océaniques : l'orphie, l'exocet (poisson-volant), la sardine, le hareng, le coulirou, le maquereau, le balaou, le thazar, le mérou grand gueule, le thon « z'ailes jaunes », la dorade coryphène, les requins, le marlin, l'espadon. 

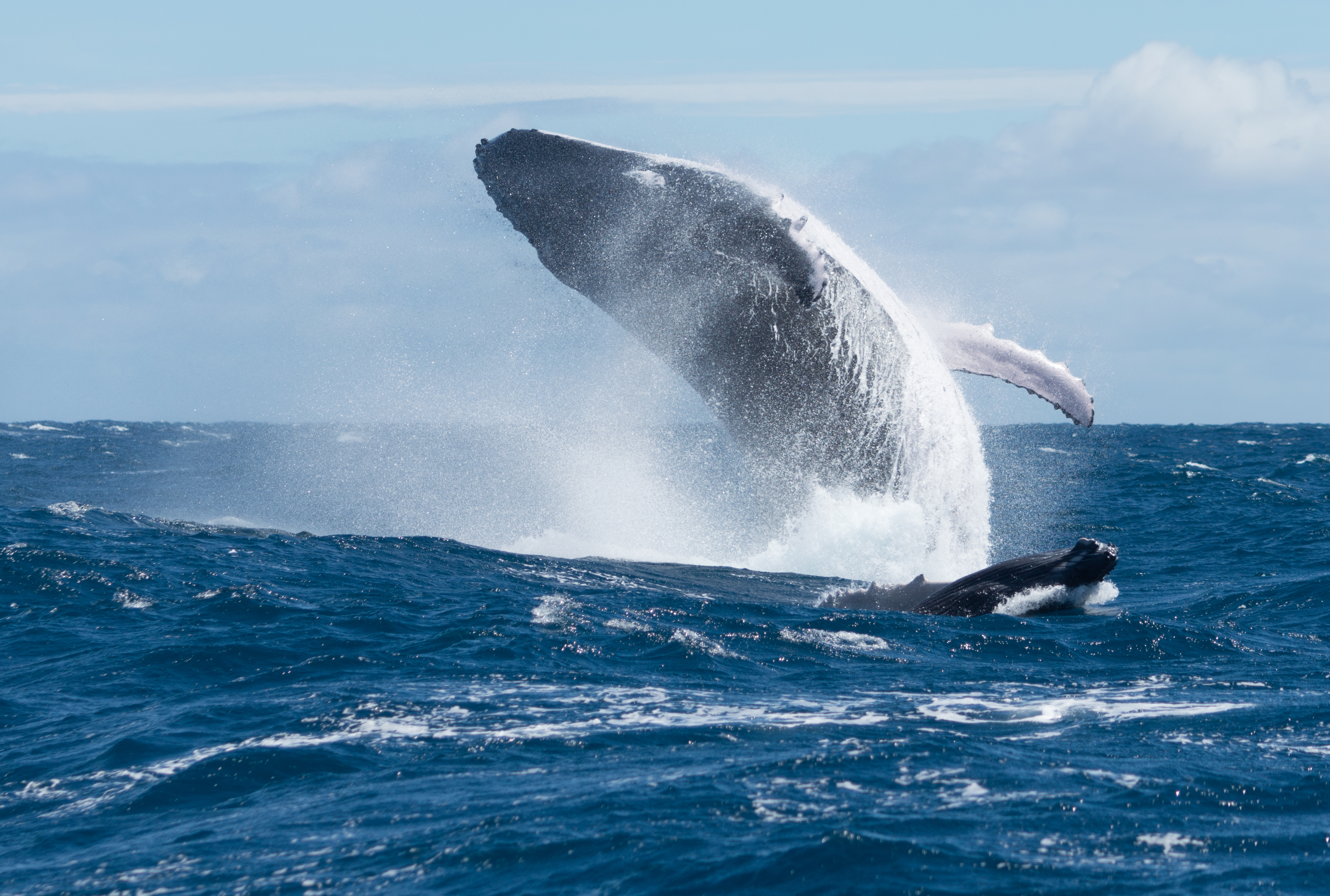
Baleine à bosse et son baleineau.

Dans la famille des reptiles marins sont à nommer : la tortue caouane, la tortue olivâtre, la tortue « karet » et la tortue verte.
Également, les eaux guadeloupéennes accueillent de nombreux cétacés comme : le Dauphin de Fraser (Lagenodelphis hosei), le Dauphin Tachetée (Stenella attenuata), le Pseudorque (Pseudorca crassidens), le Globichéphale (Globicephala macrorhynchus), le Grand cachalot (Physester macrocéphalus), la Baleine à bosse (Megaptera novaeangliae) qui vient s'y accoupler et y mettre bas.

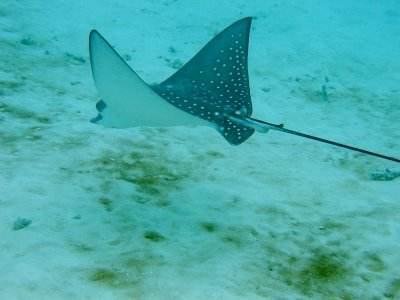
Raie léopard.
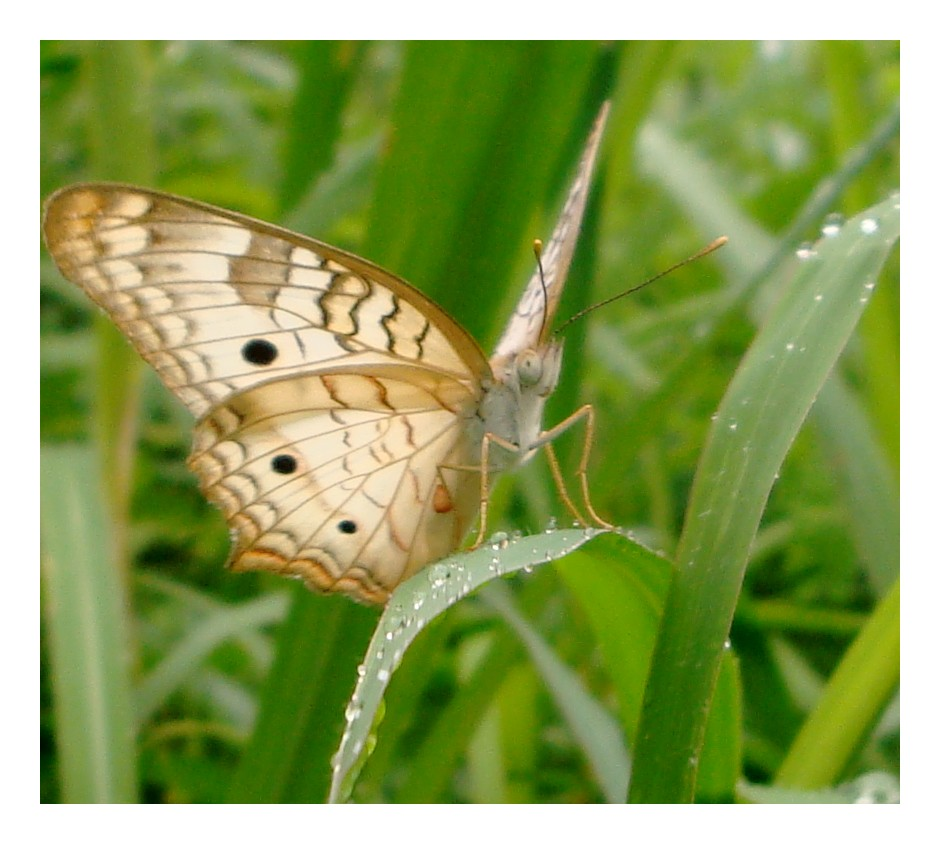
Nymphale.
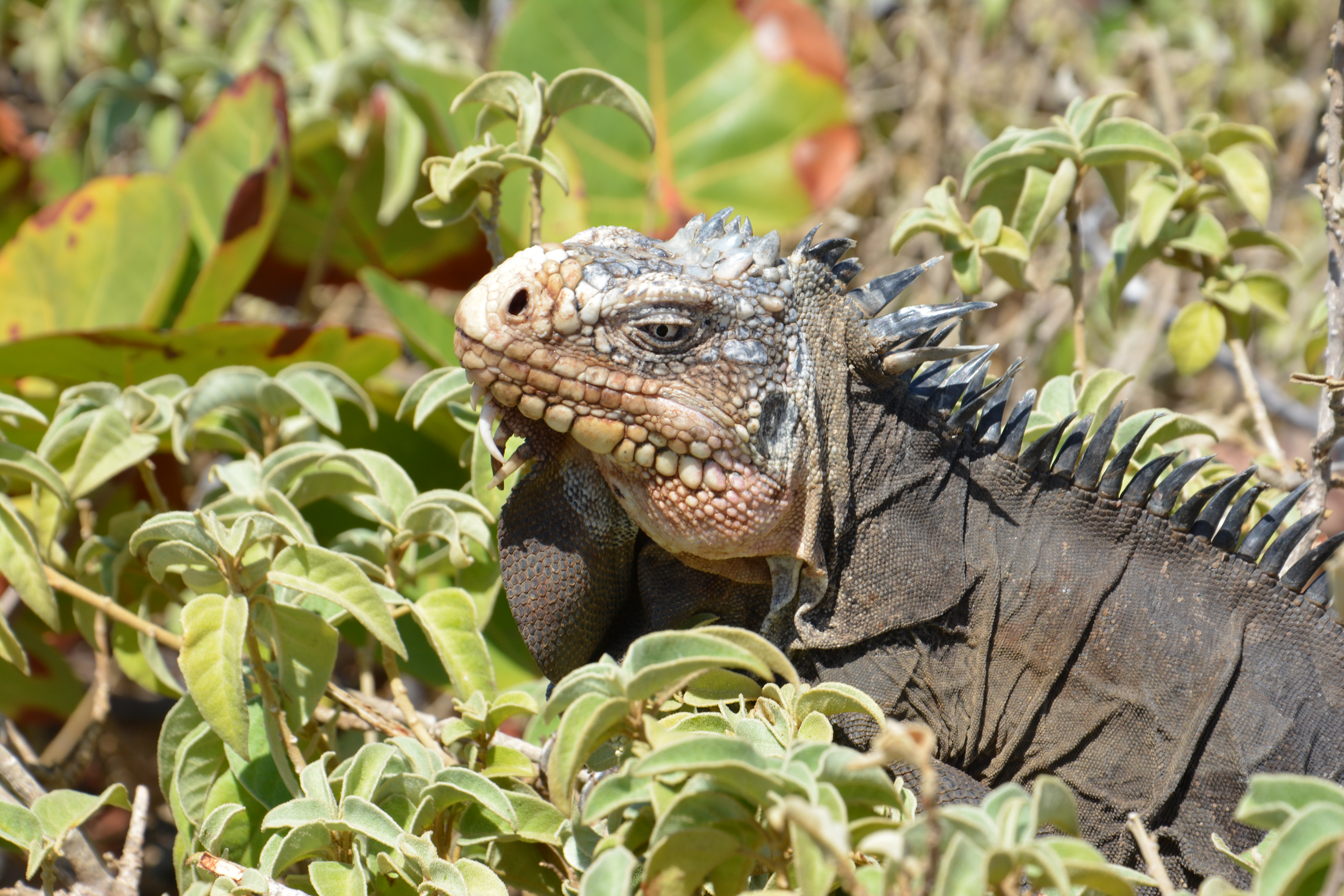
Iguane, Petite-Terre.
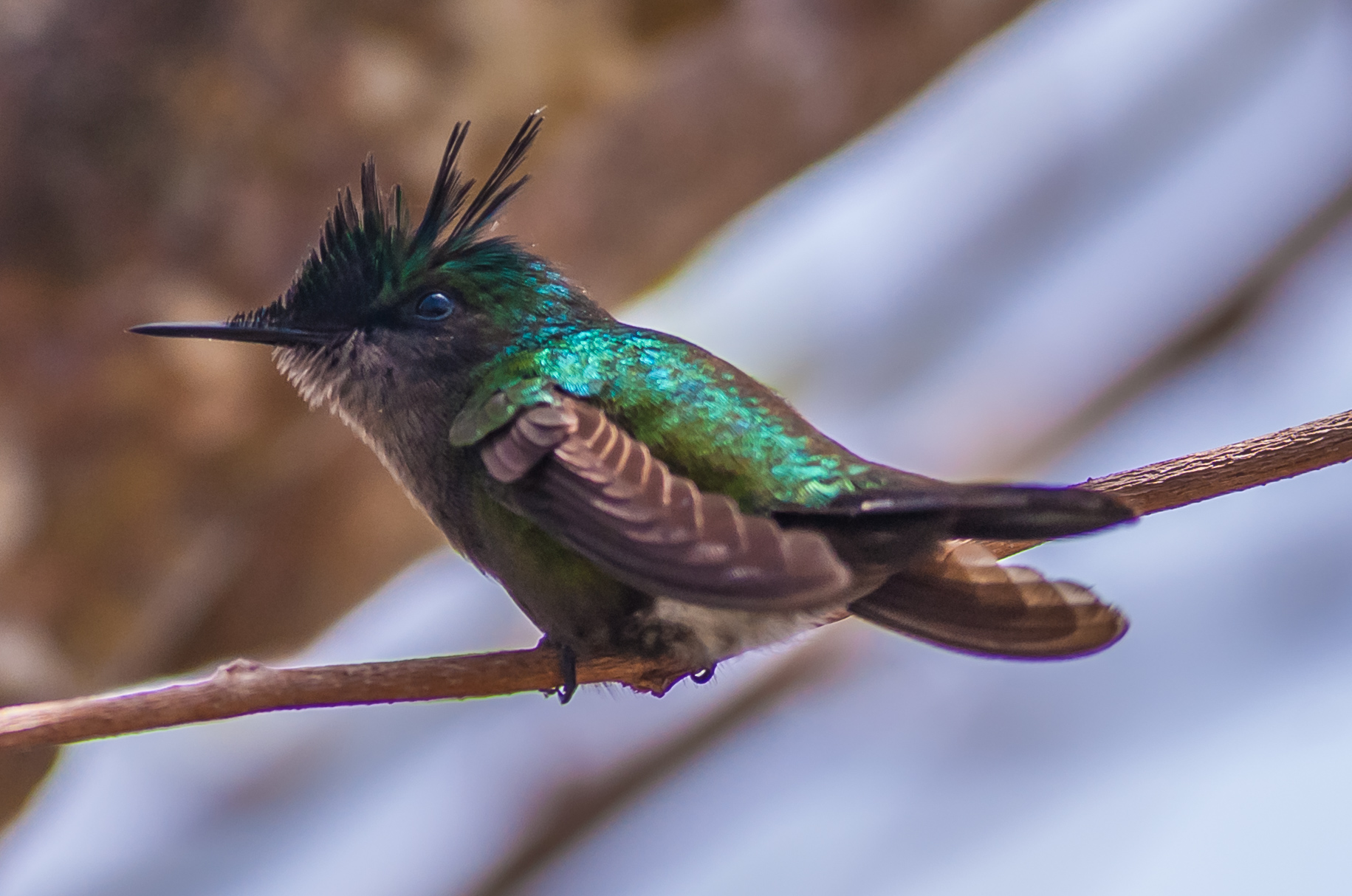
Colibri huppé.
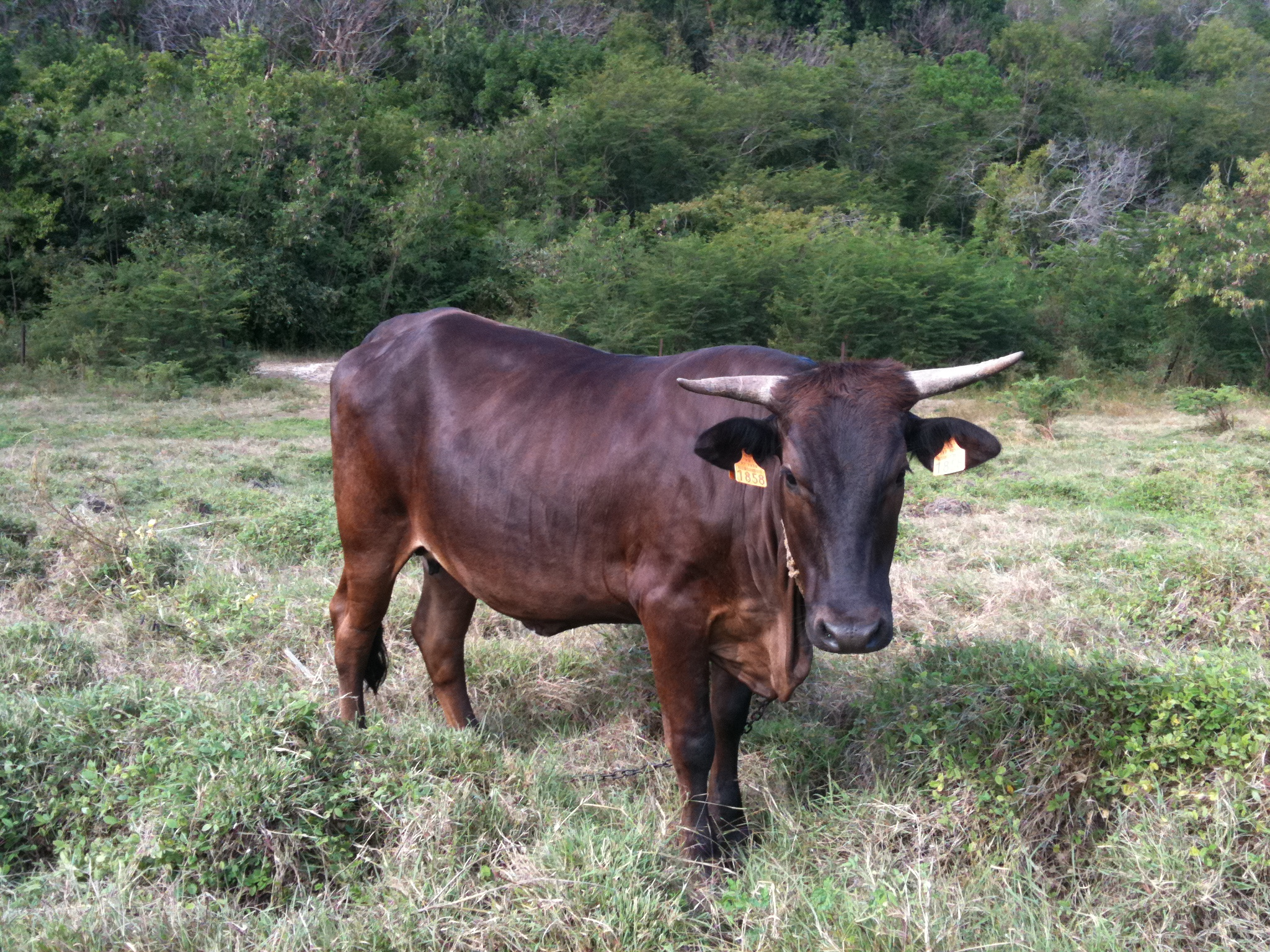
Vache de race créole.

## Répartition spatiale de la population et des activités
| Rang | Île           | Population (2018) | Population (1999) | Croissance | Superficie (km2) | Densité |
| ---- | ------------- | ----------------- | ----------------- | ---------- | ---------------- | ------- |
| 1    | Grande-Terre  | 188 472           | 196 767           | - 4,22 %   | 586,68           | 321     |
| 2    | Basse-Terre   | 184 533           | 172 693           | + 6,86 %   | 847,82           | 218     |
| 3    | Marie-Galante | 10 655            | 12 488            | - 14,7 %   | 158,01           | 67      |
| 4    | Terre-de-Haut | 1 526             | 1 729             | - 11,7 %   | 5,22             | 292     |
| 5    | La Désirade   | 1 432             | 1 620             | - 11,6 %   | 21,42            | 67      |
| 6    | Terre-de-Bas  | 1 011             | 1 269             | - 20,3 %   | 7,58             | 133     |
| 7    | Petite-Terre  | 0                 | 0                 | _          | 1,70             | _       |

| Rang | Unités urbaines             | Population (2012) | Population (1999) | Croissance | Activités                              | Îles                        |
| ---- | --------------------------- | ----------------- | ----------------- | ---------- | -------------------------------------- | --------------------------- |
| 1    | Pointe-à-Pitre - Les Abymes | 257 361           | 243 515           | + 5,69 %   | Pôle économique, agriculture, tourisme | Grande-Terre et Basse-Terre |
| 2    | Basse-Terre                 | 51 315            | 52 475            | - 2,21 %   | Pôle administratif                     | Basse-Terre                 |
| 3    | Capesterre-Belle-Eau        | 27 486            | 24 628            | + 11,60 %  | Agriculture                            | Basse-Terre                 |
| 4    | Sainte-Rose                 | 20 379            | 17 574            | + 15,96 %  | Agriculture                            | Basse-Terre                 |

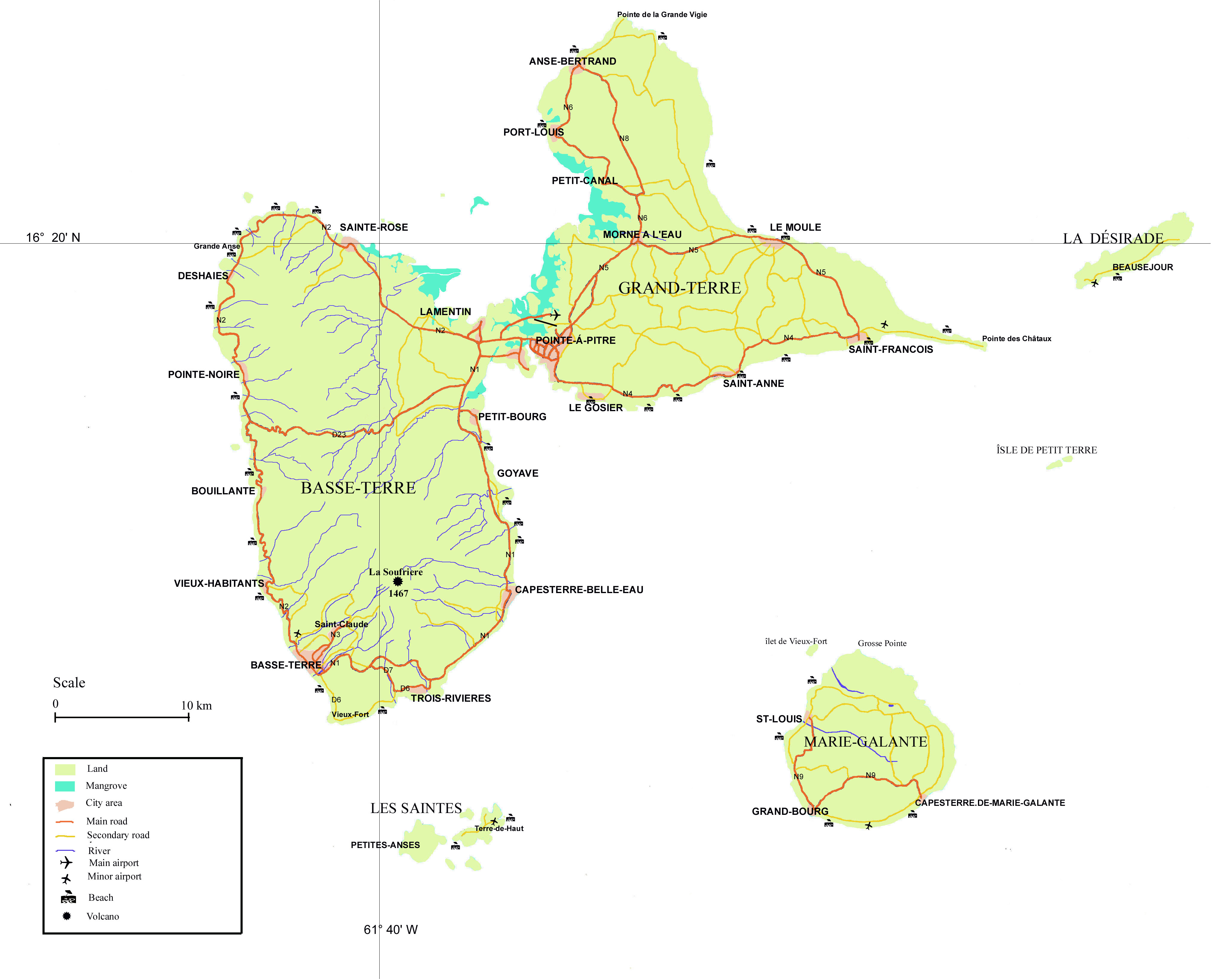
Carte de la Guadeloupe et ses dépendances.

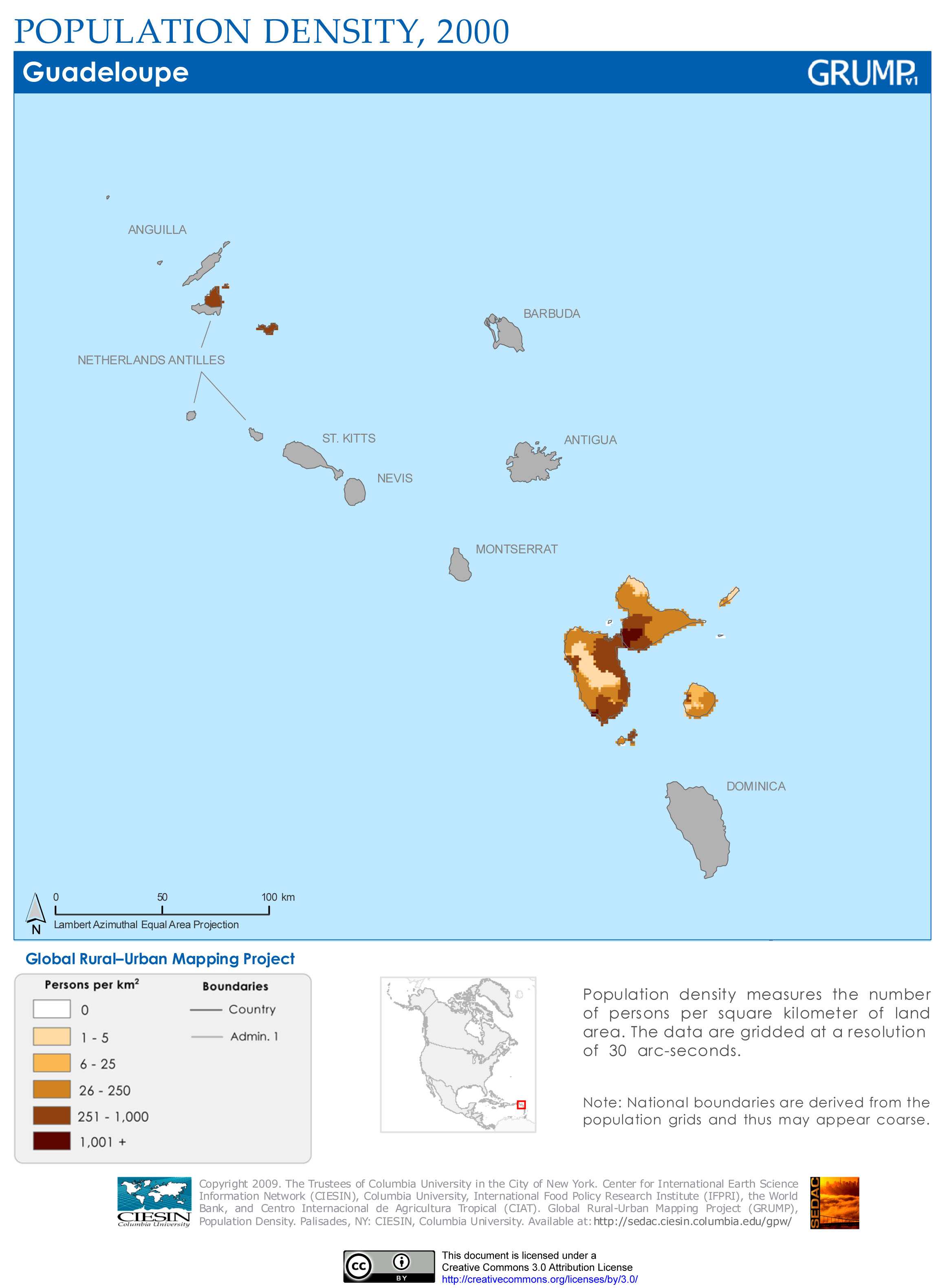
Densité de la population en Guadeloupe, à Saint-Martin et à Saint-Barthélemy, en 2000.

Située à la jonction des deux grandes îles de la Guadeloupe, l'agglomération pointoise (soit Pointe-à-Pitre, Les Abymes, Baie-Mahault, Le Gosier et sept autres communes), regroupe à elle seule 257 361 habitants en 2012, soit 63,8 % de la population du département ; c'est la 25e agglomération urbaine de France par sa population. Dans cette zone, la densité moyenne est de 353 hab./km2, tandis qu'à Marie-Galante elle n'est que de 67 hab./km2.
En 2018, la densité de population moyenne du département était de 238 hab./Km² contre 107,1 hab./km2 en France métropolitaine ; de plus, un tiers des terres de l'archipel est consacré à l'agriculture et les zones montagneuses ne sont pas habitables, ainsi l'espace et le logement viennent à manquer.
| Nom                  | Code Insee | Intercommunalité        | Superficie (km2) | Population (dernière pop. légale) | Densité (hab./km2) | Modifier                                    |
| -------------------- | ---------- | ----------------------- | ---------------- | --------------------------------- | ------------------ | ------------------------------------------- |
| Les Abymes           | 97101      | CA Cap Excellence       | 81,25            | 51 760 (2022)                     | 637                | modifier les données · modifier les données |
| Baie-Mahault         | 97103      | CA Cap Excellence       | 46,00            | 30 943 (2022)                     | 673                | modifier les données · modifier les données |
| Le Gosier            | 97113      | CA La Riviéra du Levant | 45,20            | 27 205 (2022)                     | 602                | modifier les données · modifier les données |
| Petit-Bourg          | 97118      | CA du Nord Basse-Terre  | 129,88           | 24 299 (2022)                     | 187                | modifier les données · modifier les données |
| Sainte-Anne          | 97128      | CA La Riviéra du Levant | 80,29            | 24 415 (2022)                     | 304                | modifier les données · modifier les données |
| Le Moule             | 97117      | CA du Nord Grande-Terre | 82,84            | 22 924 (2022)                     | 277                | modifier les données · modifier les données |
| Sainte-Rose          | 97129      | CA du Nord Basse-Terre  | 118,60           | 17 494 (2022)                     | 148                | modifier les données · modifier les données |
| Capesterre-Belle-Eau | 97107      | CA Grand Sud Caraïbe    | 103,30           | 17 882 (2022)                     | 173                | modifier les données · modifier les données |
| Morne-à-l'Eau        | 97116      | CA du Nord Grande-Terre | 64,50            | 15 839 (2022)                     | 246                | modifier les données · modifier les données |
| Lamentin             | 97115      | CA du Nord Basse-Terre  | 65,60            | 18 437 (2022)                     | 281                | modifier les données · modifier les données |
| Pointe-à-Pitre       | 97120      | CA Cap Excellence       | 2,66             | 14 855 (2022)                     | 5 585              | modifier les données · modifier les données |
| Saint-François       | 97125      | CA La Riviéra du Levant | 61,00            | 13 249 (2022)                     | 217                | modifier les données · modifier les données |
| Saint-Claude         | 97124      | CA Grand Sud Caraïbe    | 34,30            | 10 432 (2022)                     | 304                | modifier les données · modifier les données |
| Basse-Terre          | 97105      | CA Grand Sud Caraïbe    | 5,78             | 9 419 (2022)                      | 1 630              | modifier les données · modifier les données |
| Petit-Canal          | 97119      | CA du Nord Grande-Terre | 70,50            | 8 206 (2022)                      | 116                | modifier les données · modifier les données |

## Axes de communication et transports
Les modes de déplacement des actifs guadeloupéens sont les suivants : voiture (80 %) ; transport en commun (7 %) ; marche (7 %) ; pas de transport (4 %) ; vélo (2 %).

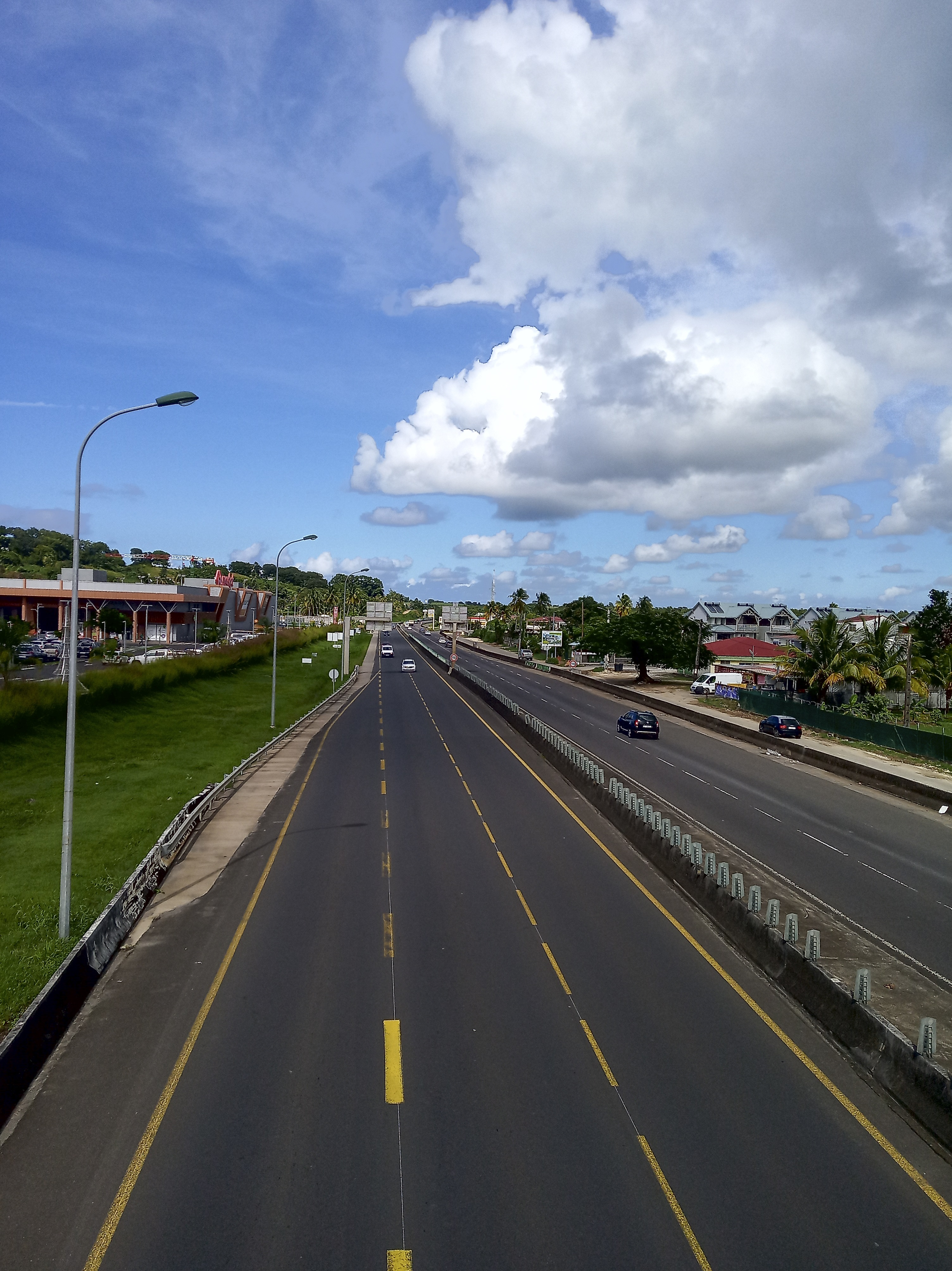
Route nationale 1.

Le réseau routier guadeloupéen est très bien développé et en bon état. Au 31 décembre 2011 il comprenait 416 kilomètres de routes nationales et 619 kilomètres de routes départementales. Deux ponts, qui ne s'ouvrent plus, permettent de franchir la Rivière Salée et de relier les îles de Basse-Terre et Grande-Terre.
Pour ce qui est de la sécurité, en 2019, 47 personnes sont tuées sur les routes de Guadeloupe, ce qui correspond à un taux de 114 morts par million d'habitants, double d'autres départements français.
Un projet de Tramway comprenant deux lignes a été voté le 9 septembre 2013 par la communauté d'agglomération du Sud Grande-Terre. La première phase devait relier, en 2019, le nord des Abymes au centre-ville de Pointe-à-Pitre. La deuxième phase, en 2023, devait compléter la première en desservant l'université. À l'horizon 2030, deux lignes étaient prévues : la ligne 1 de Lauricisque à Baie-Mahault, et la ligne 2 jusqu'à Belle plaine au Gosier. Le projet est abandonné en 2018.
La Guadeloupe dispose de nombreuses installations portuaires et de services de transport permettant la liaison entre les îles de l'archipel,, à savoir :
- gare maritime internationale de Bergevin, Pointe-à-Pitre : Marie-Galante, Les Saintes, la Dominique, la Martinique, Sainte-Lucie.
- port de Jarry, Baie-Mahault : Marie-Galante.
- gare maritime de Saint-François : La Désirade, îles de la Petite-Terre, Marie-Galante, Les Saintes.Gare maritime internationale de Bergevin à Pointe-à-Pitre.

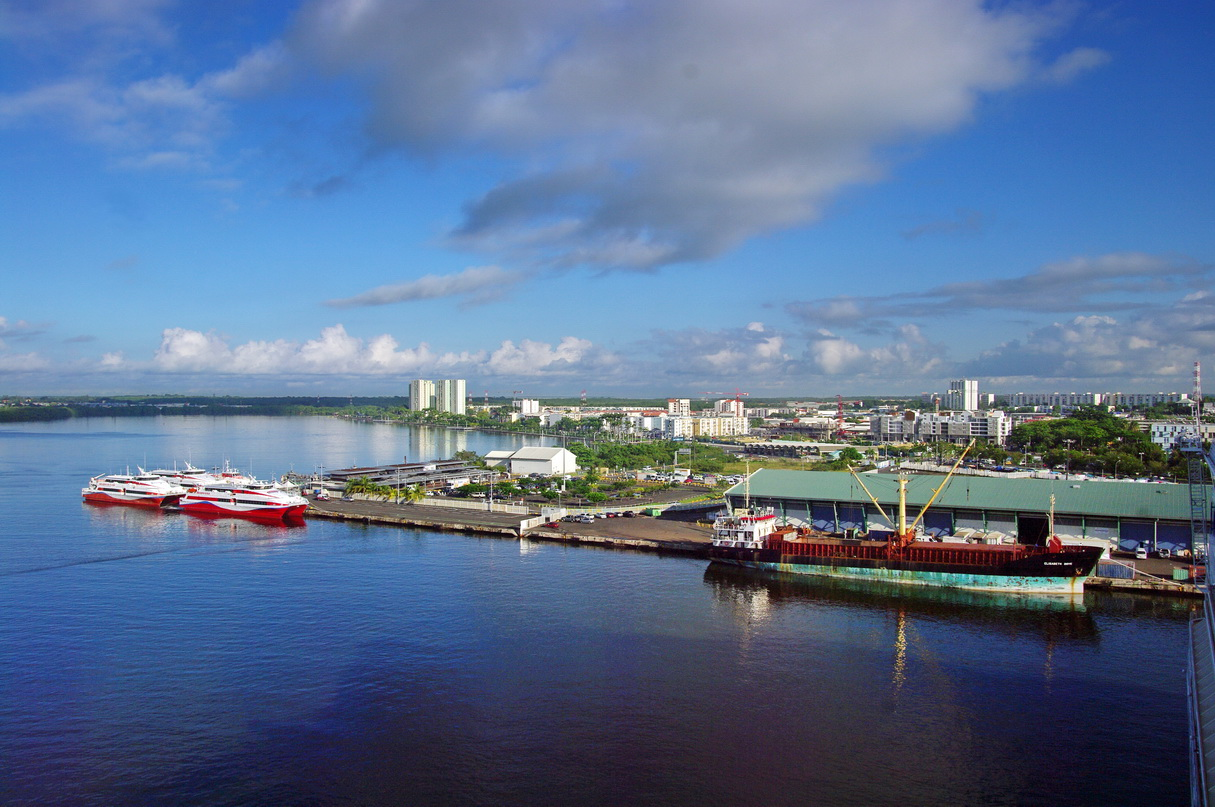
Gare maritime internationale de Bergevin à Pointe-à-Pitre.

- port de Basse-Terre : Les Saintes.
- port de Trois-Rivières : Les Saintes.

Chaque île de l'archipel dispose d'installations aéroportuaires :
- Grande-Terre l'aéroport Guadeloupe - Pôle Caraïbes, dont l'aérogare régionale de plain-pied a été inauguré le 30 juin 2014 ; et l'aérodrome de Saint-François,
- Basse-Terre l'aérodrome de Basse-Terre-Baillif,
- Marie-Galante l'aérodrome de Marie-Galante-Les Basses,
- Les Saintes l'aérodrome Les saintes-Terre-de-Haut,
- La Désirade l'aérodrome de La Désirade-Grand Anse.